# الحضارة الغربية

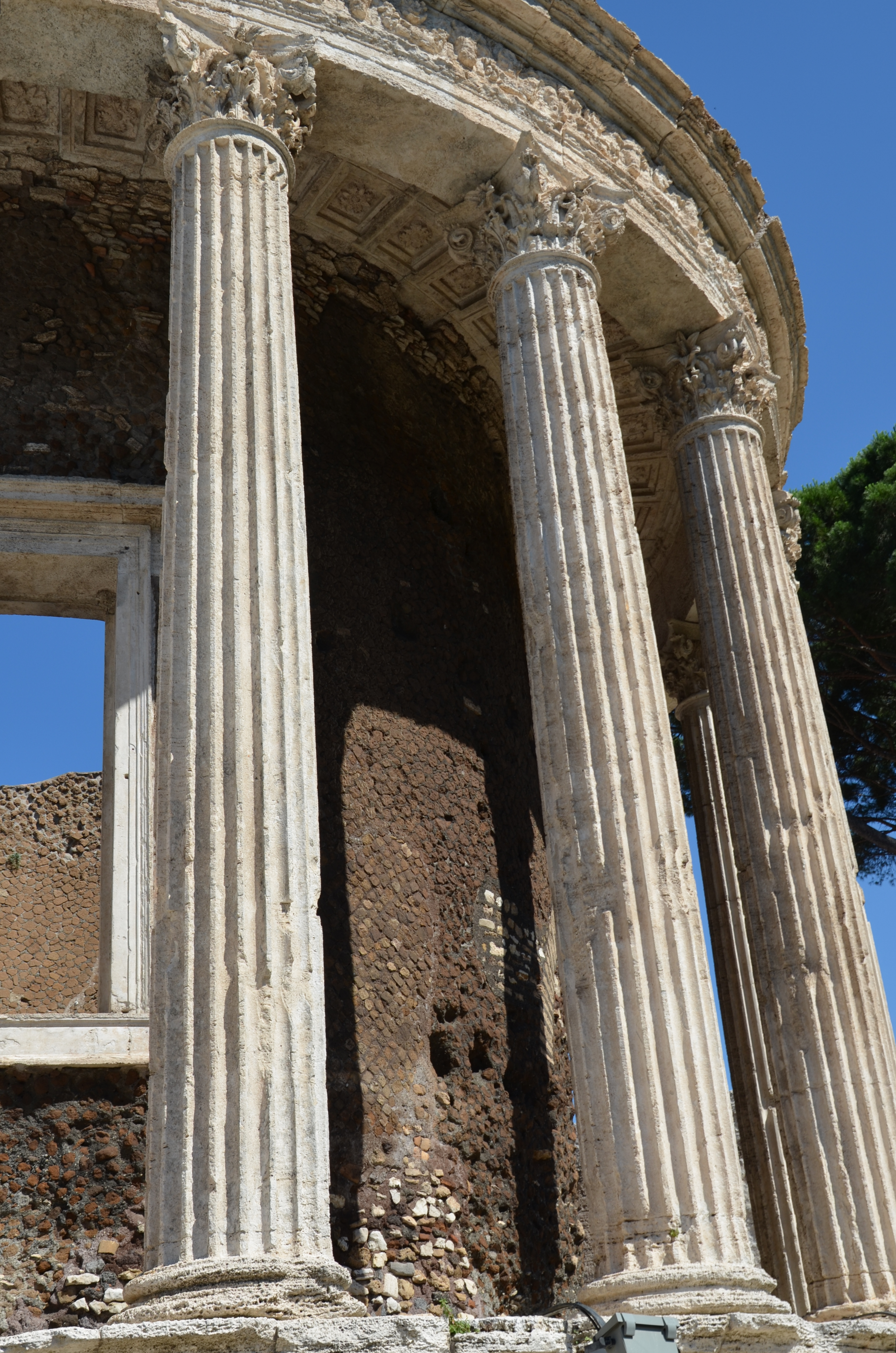
معبد فيستا، الذي بني في أوائل القرن الأول قبل الميلاد.

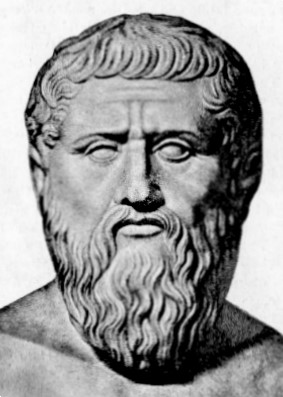
أفلاطون وسقراط وأرسطو كان الأعضاء المؤسسين للفلسفة الغربية

الحضارة الغربية (بالإنجليزية: Western culture)‏ (تعرف أيضا بـ الثقافة الغربية أو الحضارة الأوروبية)، وتشير إلى ثقافات القارة الأوروبية. تعود جذور هذه الحضارة إلى أكثر من 9000 سنة قبل الميلاد، حيث اكتشفت حرفة الزراعة عند ضفاف أنهار الفرات، دجلة، والأردن، ومنها انتشرت إلى القارة الأوروبية، مما أدى إلى إنشاء وتطوير أولى المدن، الدول والامبراطوريات في العالم. ومع ذلك، فإن الثقافة الأوروبية المتطورة ضمن الحدود الجغرافية للقارة بدأت من اليونان ثم أزدهرت وانتشرت على يد الرومان، وبعدها أُعيدت صياغتها وطورت خلال عصر النهضة في القرن الخامس عشر، وانتشرت فيما بعد على يد الإمبراطوريات الاستعمارية والتي نشرت ثقافة ونمط حياة الشعوب الأوروبية خلال فترة القرن السادس عشر والقرن العشرين. ثم تطورت تلك الثقافة لتشمل نواحي متعددة من الفلسفة ومن طرق التربية والتعليم خلال العصور الوسطى، ومن تطور الديانة المسيحية بشكل خاص وازدهار العلوم الإنسانية. شمل أيضا تطور جذري في طرق التفكير المنطقي شملت انفتاح العقل والتنوير وظهور مبادئ ومصطلحات جديدة مثل الديمقراطية، والرومانسية، والعلوم والنظام الاجتماعي وغيرها. وبفعل الانفتاح العالمي، فإن الثقافة الغربية قد تأثرت بالثقافات الأخرى مما أدى إلى تأثير متبادل فيما بينهم.
مصطلح «الثقافة الغربية» يستعمل للإشارة إلى مجموعة التراث الثقافي التي تشمل المبادئ الاجتماعية والأخلاقية، العادات والتقاليد المحلية والمعتقدات الدينية، الأنظمة السياسية ومجموعة الأثار والأعمال التاريخية وأيضا التقنية منها. الثقافة الأوروبية تقوم على عدة أسس أهمها:
- النتاج الثقافي لحضارات الإغريق والرومان وعصر النهضة، وتشمل الأعمال الفنية، الفلسفية، الأدبية، مجموعة القوانين والتقاليد الشعبية. تشمل أيضا التأثير الثقافي المكتسب من هجرة الجماعات العرقية الأخرى المكونة للقارة مثل السلاف، الالمان، الغجر وغيرهم من الشعوب وتأثير العالم الإسلامي المباشر على تلك الثقافات.
- تأثير الثقافة المسيحية الإنجيلية في طرق العيش اليومية من الإيمان الروحي، الأسرة والملبس والمأكل والعادات والتقاليد الشعبية إضافة إلى مبادئ الأخلاق، بالأخص في فترة ما بعد العصور الوسطى كما وشكلت حياة وتعاليم يسوع والتي مصادرها الرسميّة الكتاب المقدس أساس عقيدة المسيحية، وأحد أهم المؤثرات على الحضارة الغربية بمختلف فروعها،[3] سيّما الوصايا العشرة.[4][5]
- تأثير ثقافة أوروبا الغربية والتي تشمل التأثير الفني، الموسيقي، الفلكلوري، الأخلاق والعادات المتناقلة شفويا خاصة في العصر الرومانسي.

هذا المصطلح يشير للدول التي أثرت تأثيرًا كبيرًا على تلك الحضارة ولكن بالأخص على تلك التي شكلت أمبراطوريات وقامت باحتلال أو استعمار مناطق أخرى من العالم مثل الأمريكيتين وأستراليا ولكنها ليست حصرا بدول أوروبا الغربية.

## أصل استخدام المصطلح
في فترة العصور القديمة، لم تكن الحضارة الغربية مميزة أو ذات أثر واضح، بحكم أنها جاءت منبثقة من حضارات الشرق الأوسط وبلاد اليونان فإن أثر تلك المناطق كان أكبر. ولم تكن الحضارة الإغريقية مختلفة كثيراً عن حضارات جيرانها مثل حضارة شعب منطقة الأناضول، والتي كانت منتشرة خاصة بعد حملات القائد اليوناني الإسكندر الأكبر في العالم القديم ومن ثم ظهور الإمبراطوريات الرومانية ومن ثم البيزنطية التي تتصف بطابعها الديني المسيحي، حتى فترة ظهور الإسلام وسقوط معظم تلك الامبراطوريات بيد المسلمين وتراجع تأثير تلك الحضارة اليونانية بشكل واضح.
في أواخر القرن العشرين، وبعد ظهور مصطلح مثل «العولمة» (بالإنجليزية: globalism)، أصبح من الصعب تصنيف كل ثقافة وحضارة وتحديد مكان الأفراد فيها وأصبحت ثقافات الشرق في خلاف مع الغرب حول طرق التصنيف ونسبيتها وانتقاد بعضها البعض في هذه القضية. بعد نهاية الحرب الباردة، قام مصطلح العولمة بنشر الأفكار الغربية حول العالم حيث كل الدول المتقدمة تقريبا أصبحت مصدر تلك الأفكار التي هي بدورها قد تبنتها من العصور السابقة.مما أدى إلى نشوء مصطلحات جديدة تقسم العالم إلى مناطق حسب التطور منها مصطلح «الاستغراب» (Occidentalism) الذي يشير إلى «الغرب» كدول متقدمة وهو عكس مصطلح الاستشراق (Orientalism) المشير لدول «الشرق» والذي استخدم خلال القرن التاسع عشر واصفا لدول تلك المنطقة.
جغرافيا، العالم الغربي اليوم يمكن أن يشير إلى الدول الأوروبية الكاثوليكية والبروتستانتية، كما يضم دول م وراء البحار والناطقة باللغات الإنجليزية، الفرنسية، الإسبانية، والبرتغالية. وقد يشمل حيانا فقط بلدان أوروبا وأمريكا الشمالية

## تاريخياً
إن الحضارة الغربية ليست ثابتة أو مستقرة، بل تتغير ويعاد تشكيلها مع الزمن مثل باقي الحضارات. ويختلف التنظيم والبناء السياسي عند الإغريق في العديد من النواحي عن مثيلتها في حضارة الرومان، ولكن تأثير المدن الإغريقية القديمة يختلف عن تأثير الدول الكبرى مثل الولايات المتحدة في الوقت الحاضر من الناحية السياسية. بينما تغيرت وسائل الترفيه بين الحضارات عبر الزمن، حيث الترفيه والرياضة كان في ألعاب المصارعة الشعبية في روما القديمة، وفي الوقت الحاضر حلت ألعاب أخرى مثل لعبة كرة القدم محل لعبة المصارعة كوسيلة للترفيه والرياضة. وغيرها من الاختلافات التي تظهر في الحضارات مع مرور الزمن.
مفهوم «ما هو الغرب؟» نشأ بعد تفكك الإمبراطورية الرومانية الغربية والإمبراطورية البيزنطية إلى دوليات أصغر، ولاحقا بظهور مفهوم العالم المسيحي وظهور الإمبراطورية الرومانية المقدسة. بينما في الوقت الحاضر، الفكرة العامة عن الثقافة الغربية تشمل مفاهيم مثل العالم اليونانو-روماني والعالم اليهودي-المسيحي بالإضافة لأفكار عصري النهضة والتنوير.

### الغرب في العصور القديمة

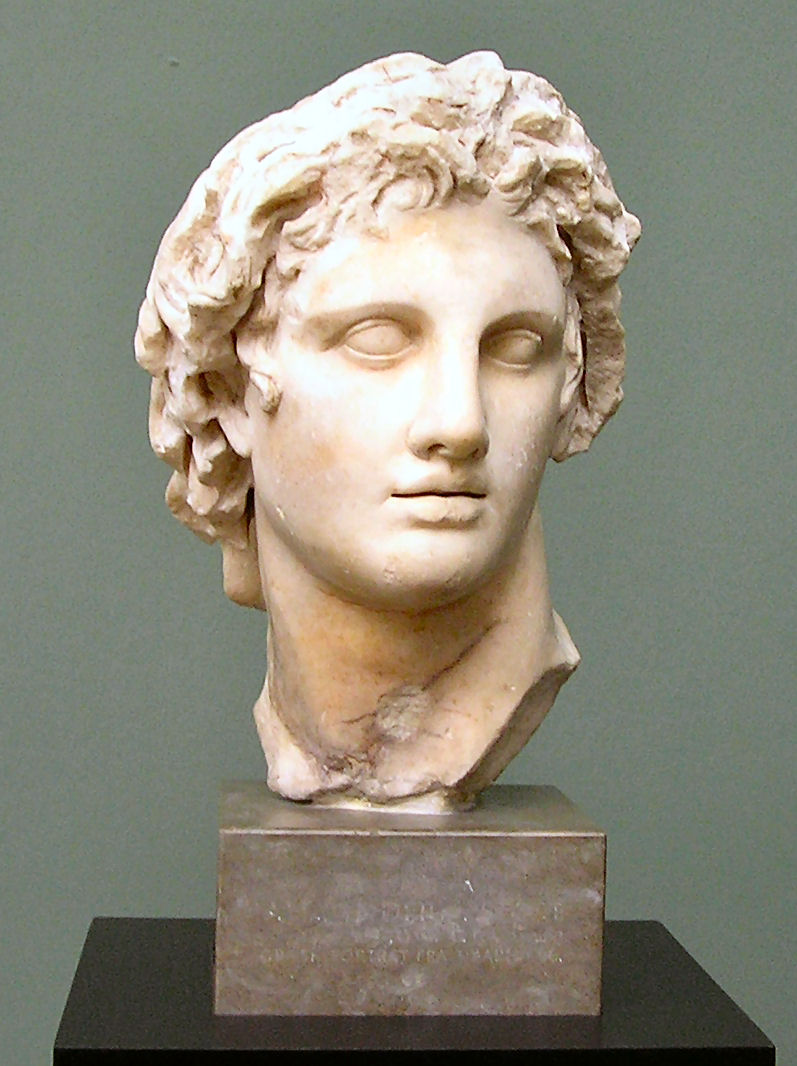
الإسكندر الأكبر

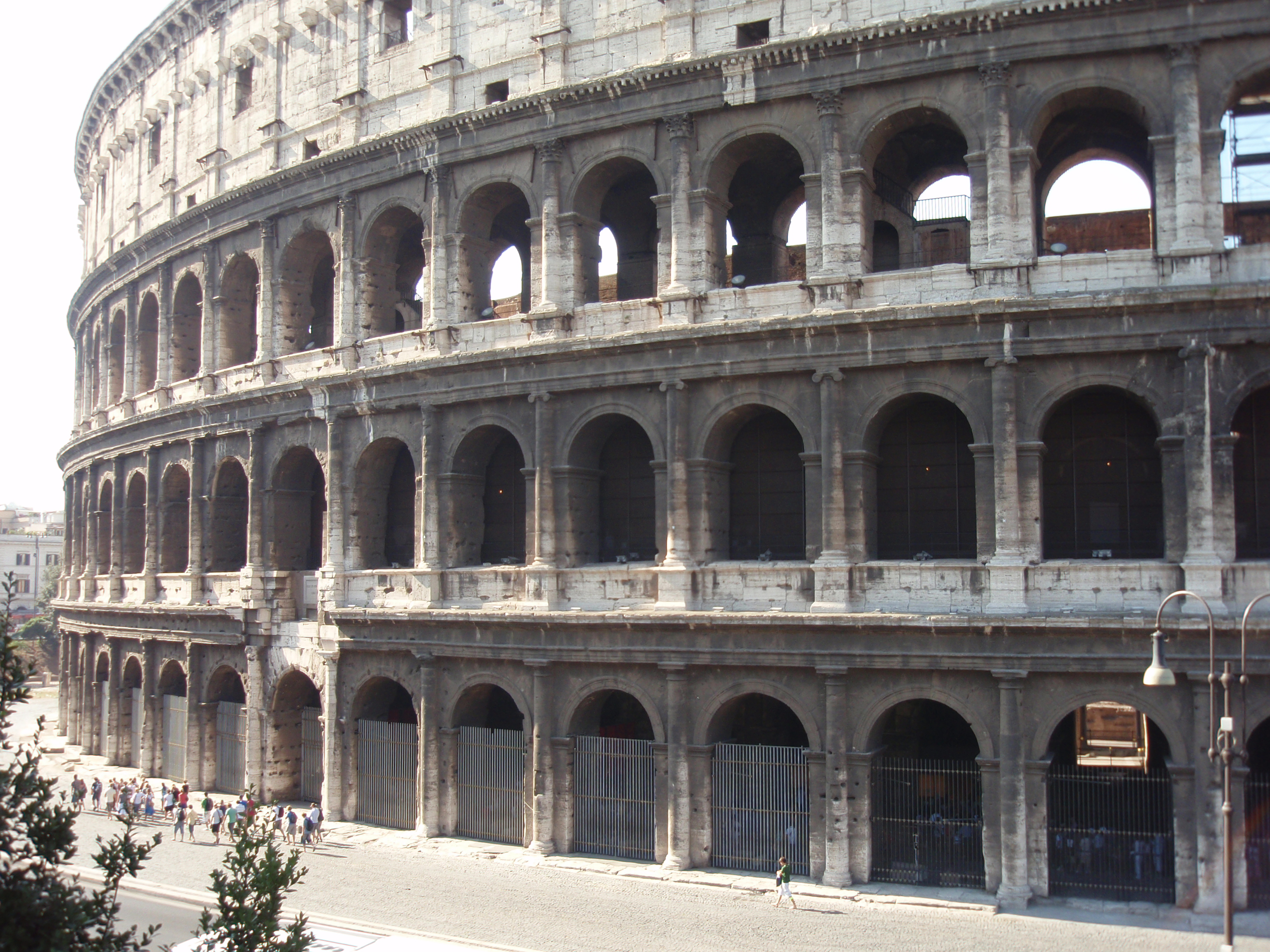
الكولوسيوم في روما.

كان الغرب يتشكل في العصور القديمة من حضارات وشعوب الإغريق، الرومان، الكلتيون والجرمان.
الصراع بين عالمي الغرب والشرق قد ظهر في الأعمال القديمة لهوميروس مثلا بوصفه حروب الإسكندر الأكبر وحروب شعوب اليونان ضد الإمبراطورية الفارسية، كأحد النماذج الفكرية في وصف ذلك المفهوم. واعتبر شعب الإغريق نفسهُ مثالا للتحضر حسب وصف أرسطو، وبأنهم يمثلون تطوراً للإنسان البربري الهمجي لكن في الوقت نفسه ذو تواضع وذو حس مرهف يمثل الشعوب الشرقية. لقد شكلت العلوم والفنون اليونانية النواة الاساس للإمبراطورية الرومانية والتي انتشرت في أنحاء القارة الأوروبية، وبعدها وبظهور الديانة المسيحية وخاصة الأورثوذوكسية منها تأكد ذلك المفهوم الذي وضعه أرسطو آنذاك.
بعد خمسمائة عام، قامت الإمبراطورية الرومانية بالمحافظة على أسس ثقافة حضارة اليونان الشرقية، وطورت الثقافة اللاتينية الغربية، لكن الفصل بين العالمين الغربي والشرقي ظل قائماً مما ظهر تأثيره واضحاً على ثقافات ولغات شعوب المنطقتين. إن فكرة الديمقراطية بقيت قائمة في الفكر والأدب الروماني على الرغم من أن روما قد فقدت صفة الديمقراطية مثل باقي الحواضر اليونانية القديمة، وتبنت نظام الإمبراطورية بمثابة حل سريع للمشاكل السياسية الداخلية في روما.
لكن سرعان ما أصبحت فكرة الإمبراطورية سبب لانقسامها إلى قسمين شرقي متطور ومزدهر وغربي متخلف، مما أوجد العديد من الاختلافات في وجهات النظر وسرعان ما ظهرت تصنيفات قسمت العالم المعروف آنذاك لثلاثة مجموعات: قسم شمالي (شعوب الكلت والجرمان)، قسم شرقي (يمثل التطور والازدهار) وقسم جنوبي (يتصف بالتخلف والخطورة وفي بعض الأحيان يمثل قارة إفريقيا)، لقد كان القسم الغربي يتصف بالهدوء ويشمل منطقة حوض البحر الأبيض المتوسط فقط. وبعد ظهور المسيحية وانتشارها في أوساط العالم الروماني، فإن معظم العادات والتقاليد الرومانية تشربت بالديانة المسيحية الجديدة، مما جعلها بمثابة نواة للحضارة الغربية اللاحقة وخاصة بعد سقوط نظام الإمبراطورية في روما.

### الغرب في العصور الوسطى

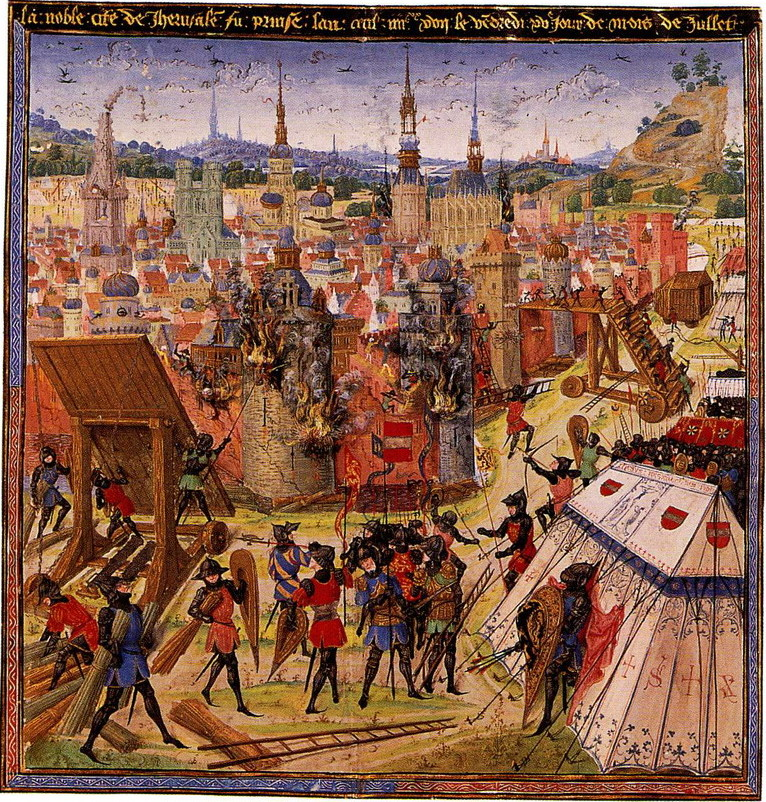
الحملات الصليبية

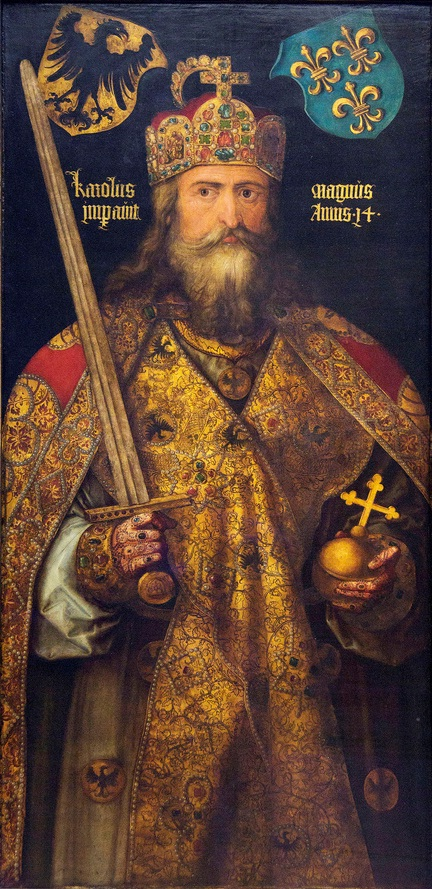
شارلمان

كان يطغى على حضارة الغرب طابع المسيحية في فترة العصور الوسطى، بالإضافة للطابع «اللاتيني» و«الفرنجي» ذو الديانة الكاثوليكية، حيث كان الشرق قد بقي على وضعهِ كإمبراطورية تدين بالديانة الأورثوذوكسية ذات اللغة اليونانية كلغة رسمية. وبعد تنصيب شارلمان ملكاً على الجزء الغربي، عرفت المنطقة باسم بلاد الفرنجة من قبل جيرانهم البيزنطيين والمسلمين.
بعد سقوط الإمبراطورية الرومانية في روما، كانت معظم الأعمال الأدبية والفنية اليونانو-رومانية ضمن خطر الزوال، وكانت محصورة في منطقة إيطاليا وبلاد الغال، مما يجعلها مركز الغرب الجديد. لقد عانت أوروبا من الانقسام السياسي وظهور الممالك الصغيرة والإمارات، وتحت سلطة الملك، ظهر نظام الإقطاعية كمظهر من مظاهر ذلك العصر. ونصب شارلمان أمبراطوراً على الروم من قبل البابا عام 800، حيث تخللت فترة حكمهِ ظهور لأفكار النهضة، وإحياء الفن، والدين والأدب في مركز الكنيسة الكاثوليكية. وكانت سياسة شارلمان الداخلية والخارجية قد ساعدت على إعادة تشكيل مفهوم حضارة الغرب وإضافة السمات المميزة للعصور الوسطى. والذي عرف من قبل الفرنسيين باسم «شارل الأول»، وفي ألمانيا باسم «كارل الأكبر» (بالألمانية: Karl der Große) ورأس الإمبراطورية الرومانية المقدسة. وساهم شارلمان بإعادة الإمبراطورية الرومانية الغربية للحياة من جديد، والتي شكلت خطراً على جارتها الشرقية، وتوترت العلاقة وقتها بين كل من القسطنطينية وروما.
الكثير من أسس العالم ما قبل الروماني الثقافية كانت موضوعة قبل سقوط إمبراطورية روما القديمة، وقد تم إعادة تشكيلها من قبل المسيحية. حيث حلت المسيحية مكان ديانات روما الوثنية في القرنين الخامس والسادس وأصبحت الدين الرسمي للإمبراطورية وذلك بعد تعميد الإمبراطور قسطنطين الأول، وكانت سببا في توحيد أبناء شعب الإمبراطورية الغربية. أصبحت العلوم والفنون والأدب تدرس حصرا في الكنيسة، مما شكل أحد أسباب عدم اندثارهم. أسست الكنيسة العديد من الأديرة، الكاتدرائيات، الجامعات ومدارس علم اللاهوت في فترة القرون الوسطى وحيث العديد منها قد بقيت حتى الوقت الحاضر. في ذلك الوقت، كانت الكنيسة الوسيلة للعديد من الرجال للوصول إلى السلطة ولمراكز القوة، مما يدل على تأثير سلطة الكنيسة الواسع في أوروبا آنذاك
في الجانب الآخر، وفي ظل تطور فلسفة العقل في اليونان وتأثير الديانات التوحيدية في بلاد الشام وخاصة الإسلام. بدأت قوة العالم الإسلامي الثقافية تؤثر على أوروبا، وبعد انحسار الاهتمام بالعلوم والآداب اليونانية في أوروبا خاصة بعد سقوط الإمبراطورية الرومانية الغربية، وفي البقاع لتي اعتنقت المسيحية سابقا لكنها لم تكن تحت سلطة الإمبراطورية مثل إيرلندا[ ؟ ]. على أي حال، قام الإمبراطور الشرقي جستنيان الأول (آخر الأباطرة الشرقيين الذين تكلموا اليونانية كلغة رسمية) قد أغلق الأكاديمية عام 529، حيث يتخذ عادة هذا التاريخ كنهاية العصور القديمة، وقد تمت المحافظة على التاريخ القديم الكلاسيكي من الإمبراطورية البيزنطية وخاصة في العاصمة القسطنطينيةو التي صمدت لألف عام، وذلك قبل سقوطها بيد الأتراك العثمانيين. تمت الحفاظ على العمل بقانون جستنيان وخاصة في إدارة العلاقات التجارية والسياسية بين القسطنطينية ودول وممالك الغرب مثل البندقية. تم الحفاظ على الثقافة اليونانية والتوسع بها حتى بعد ازدهار الثقافة الإسلامية، والذي حلت تدريجيا محل التأثير الروماني-البيزنطي على مناطق البحر المتوسط، الشرق الأوسط، شمال أفريقيا وإيبيريا، وقد امتدت حتى حدود اليونان والتي أصبحت الثقافة المسيطرة على تلك المنطقة. في مناطق العالم الغربي البعيدة، تمت إعادة الاعتبار للثقافات اليونانية والرومانية القديمة خاصة بعد سقوط الإمبراطورية الرومانية الغربية وذلك من قبل بعض المؤرخين ودعاة الدين المسيحي إيرلندا[ ؟ ] مثل القديس كولومبا عن طريق نشر الدين المسيحي والتعاليم باللغة اللاتينية خلال أوائل فترة العصور الوسطى، وبفضل البيزنطيين والمسلمين أواخر فترة العصور الوسطى ومن خلال عصر النهضة.

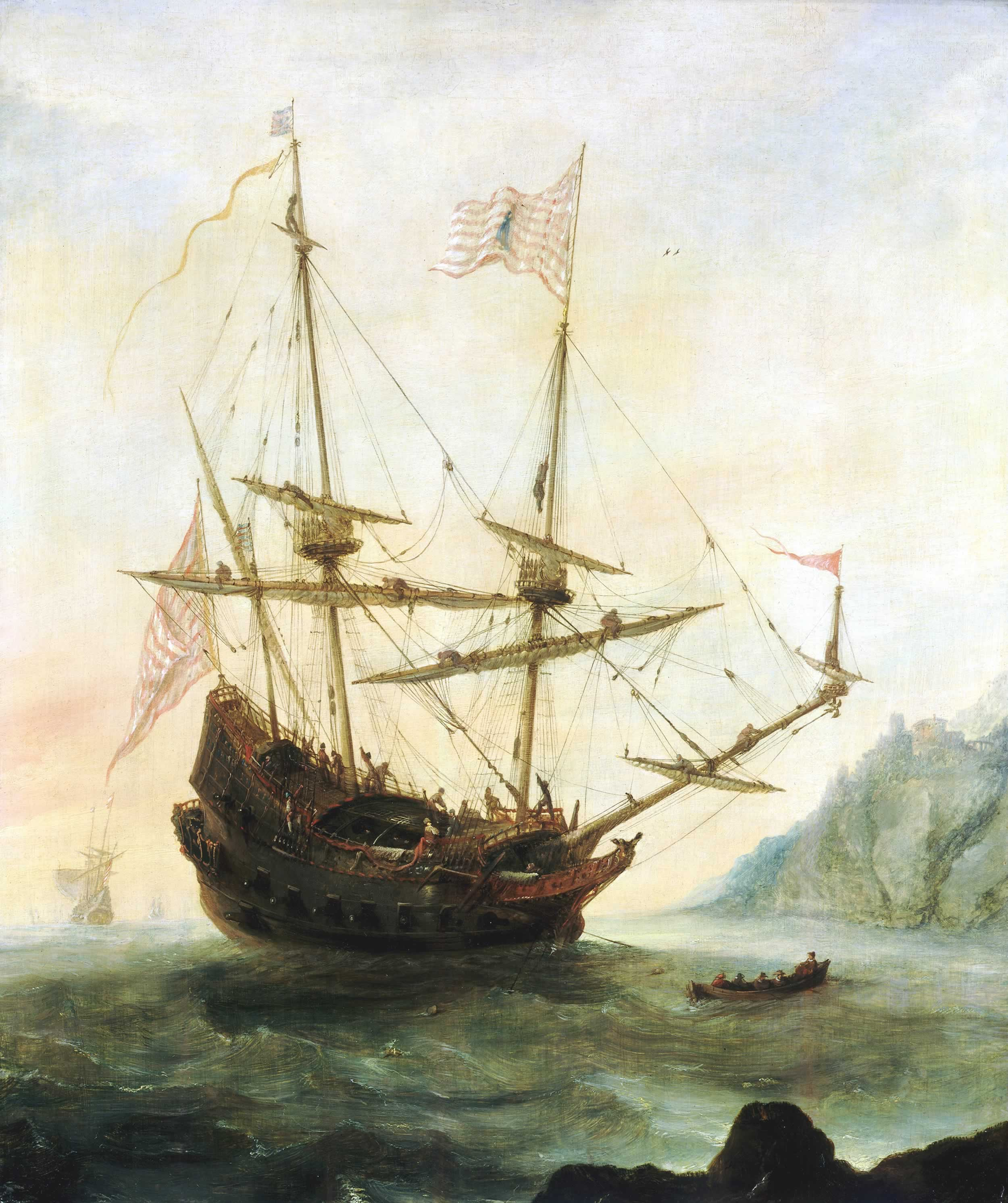
اكتشاف العالم الجديد لكريستوفر كولومبوس

بعد إعادة العمل بقانون جستنيان في العالم الغربي خلال القرن العاشر، إزداد الاهتمام بدراسة القانون، مما شكل أحد مظاهر إعادة ترسيم الحدود بين الغرب والشرق. أصبح القانون الروماني أساسا لكل مفاهيم القوانين والأنظمة في مناطق حكم الفرنجة والكنيسة الكاثوليكية والذي تأثيره يبدو واضحا حتى الوقت الحاضر. وتم تشكيل مفاهيم مثل الحقوق المدنية، التساوي بين الأفراد، المساواة بين الجنسين، الديمقراطية واعتبارها اسسا للقوانين في العالم الغربي.
شجع الغرب على نشر المسيحية والتي ارتبطت بقوة بنشر الثقافة الغربية. وبفضل تأثرها بالثقافة والحضارة الإسلامية (التي حفظت جزء كبير من الثقافات القديمة لمناطق الشرق الأوسط، الهند، الأندلس، الفرس[ ؟ ]، روما وحضارة الإغريق) والتي اقتبست منها خلال الحملات الصليبية على بلاد الشام. ترجمت الأعمال الأدبية العربية غلى اللغة اللاتينية خلال العصور الوسطى. وبعد فتح القسطنطينية وسقوط الإمبراطورية البيزنطية من قبل الأتراك العثمانيون، تمت هجرة العديد من المسيحين اليونان إلى مدن وممالك مثل البندقية حاملين معهم العديد من آثار الثقافة البيزنطية وبدؤوا بتعلم اللغة واعمال الأدب والعلوم اليونانية. تأثير الثقافتين العربية واليونانية كان أحد أسباب بدء عصر النهضة. خلال فترة القرن الخامس عشر والسابع عشر تم انتشار الثقافة الغربية في كل أرجاء العالم وذلك خلال فترة عصر الاستكشاف وبعدها تأثير الإمبريالية في فترة القرنين الثامن عشر والعشرين.

### الغرب في العصور الحديثة

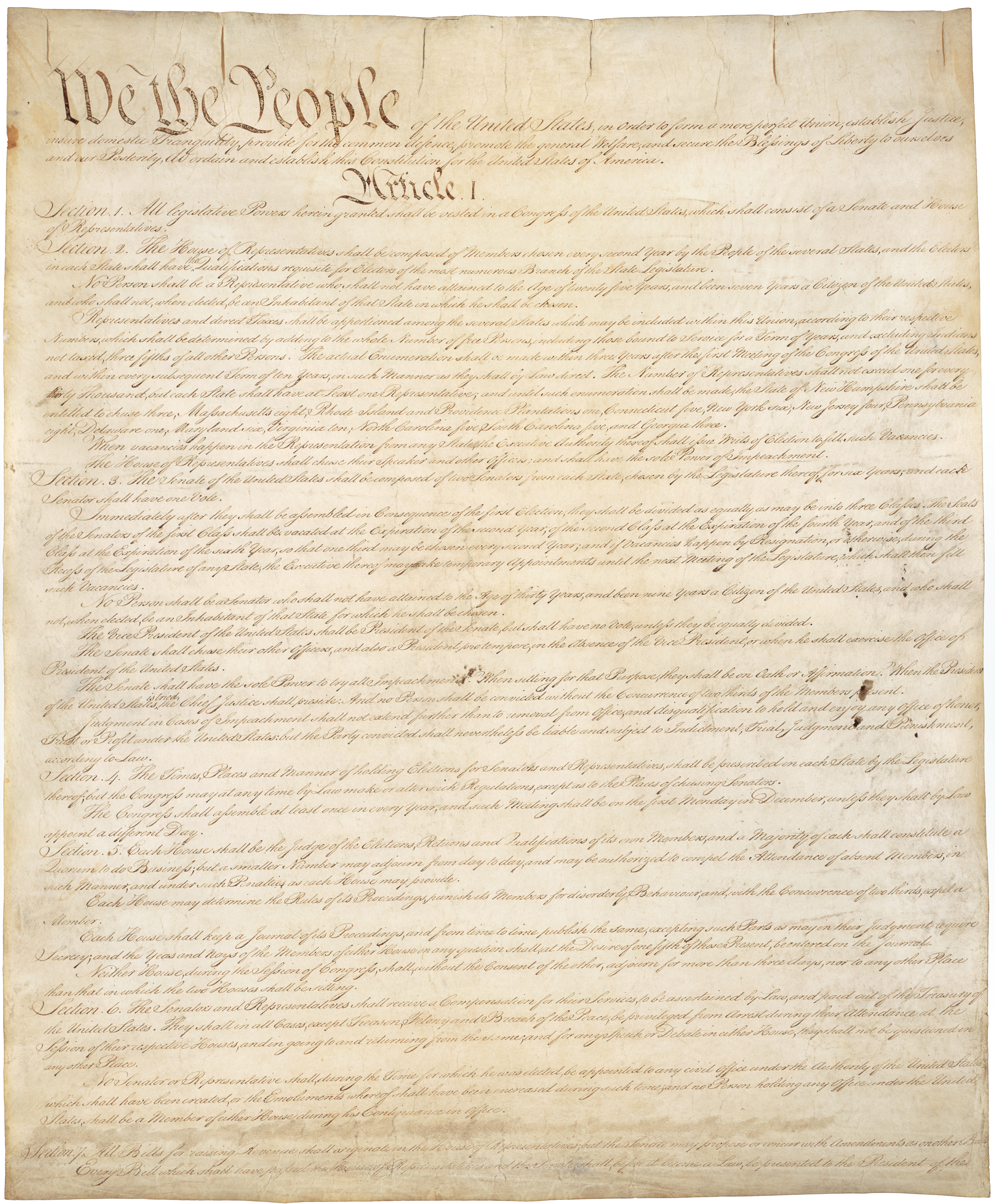
الدستور الأمريكي

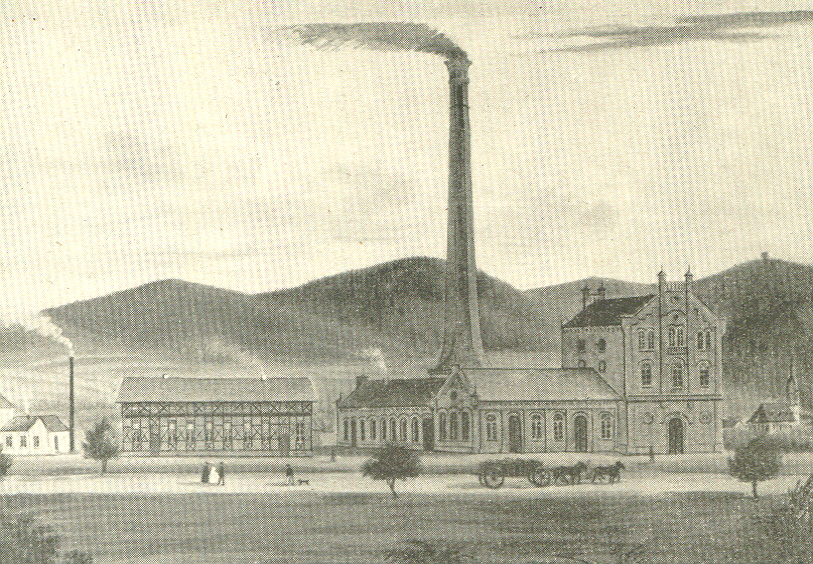
الثورة الصناعية

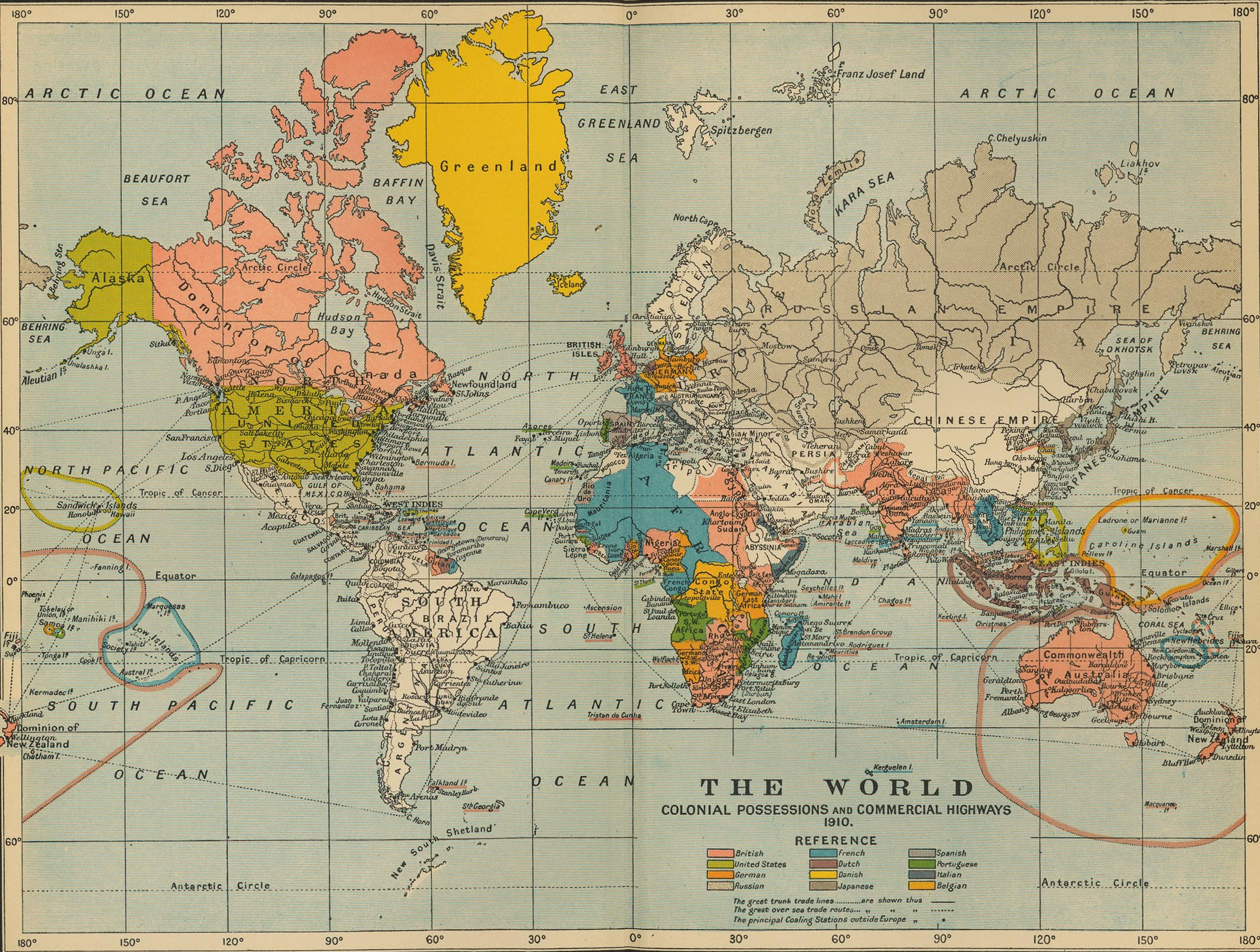
الإمبراطوريات الغربية عام 1910

في بداية العصور الحديثة، بدأ الصراع بين الغرب والشرق يضعف، بدأت المسيحية تفقد مكانتها وأهميتها كديانة. بدأ الأوروبين بالتواصل مع شعوب العالم الأخرى، والمفهوم القديم للعالم الغربي تغير حتى وصل لوضعه الحالي. في أوائل العصر الحديث، بدأ عصر الاستكشاف من قرون السادس والسابع عشر بالتحول إلى عصر التنوير وذلك حتى أواخر القرن الثامن عشر، وقد تميز هذان العصران بتطور قدرات لأوروبيين العسكرية وصناعة الأسلحة. جعل هذا الاختلاف الكبير بينهما العالم الغربي كموطن للعلوم وقيام الثورات الصناعية والتقنية. انتشرت أيضا أنظمة السياسة الغربية حول العالم. في بداية القرن التاسع عشر بدأ ما يسمى بـ«عصر الثورات» (بالإنجليزية: "Age of Revolution") وظهور الإمبراطوريات العالمية والتقدم التقني والعلمي الهائل، بالإضافة إلى الصراعات الدموية في شتى بقاع الأرض والتي امتدت حتى القرن العشرين.
باكتشاف أوروبا للعالم كله، تغيرت بعض المفاهيم الجغرافية، فبعد أن كان العالم الإسلامي معروفا بكونه يمثل «الشرق»، أصبح يعرف بمصطلح «الشرق الأدنى» وذلك بعد اكتشاف الأوروبيين مناطق مثل الصين في فترة حكمها من قبل سلالة تشينغ واليابان المحكومة من قبل حكومتها المستنيرة خلال القرن التاسع عشر. خلال فترة الحرب اليابانية الصينية الأولى بين عامي 1894-1895، تم تحديد مصطلح «الشرق الأقصى» وبسقوط الإمبراطورية العثمانية في تلك الفترة حدد معنى «الشرق الأدنى». مصطلح «الشرق الأوسط» استعمل أواسط القرن التاسع عشر شاملا مناطق نفوذ الإمبراطورية العثمانية السابقة وكمناطق غرب الصين، شبه القارة الهندية والفرس[ ؟ ]، لكن في الوقت الحاضر يماثل مصطلح «الشرق الأدنى».

## السياسة

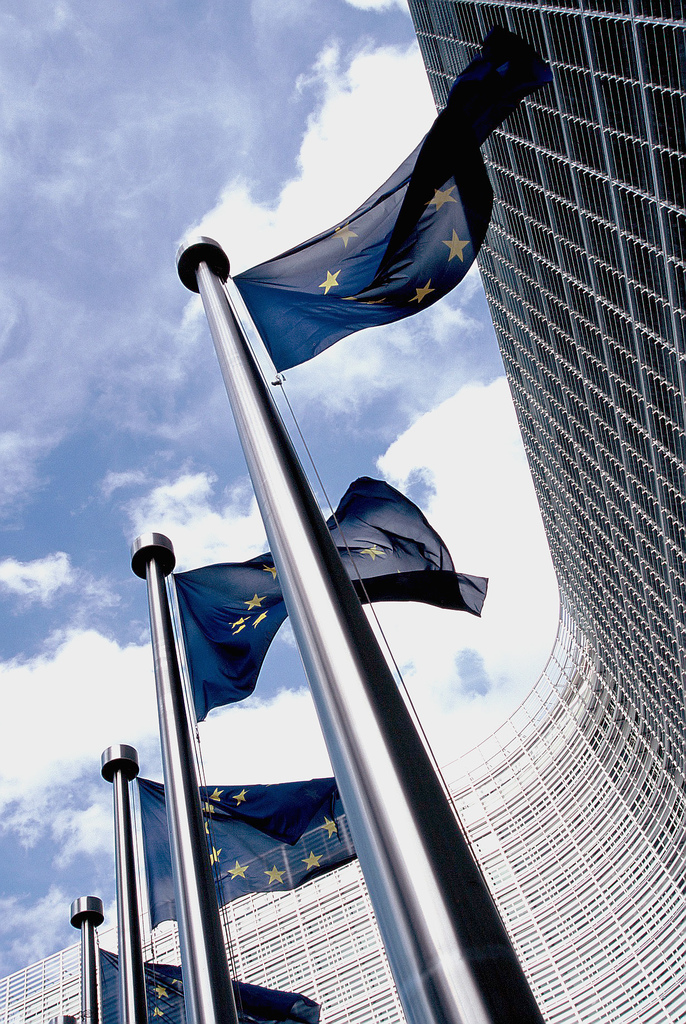
الإتحاد الأوروبي

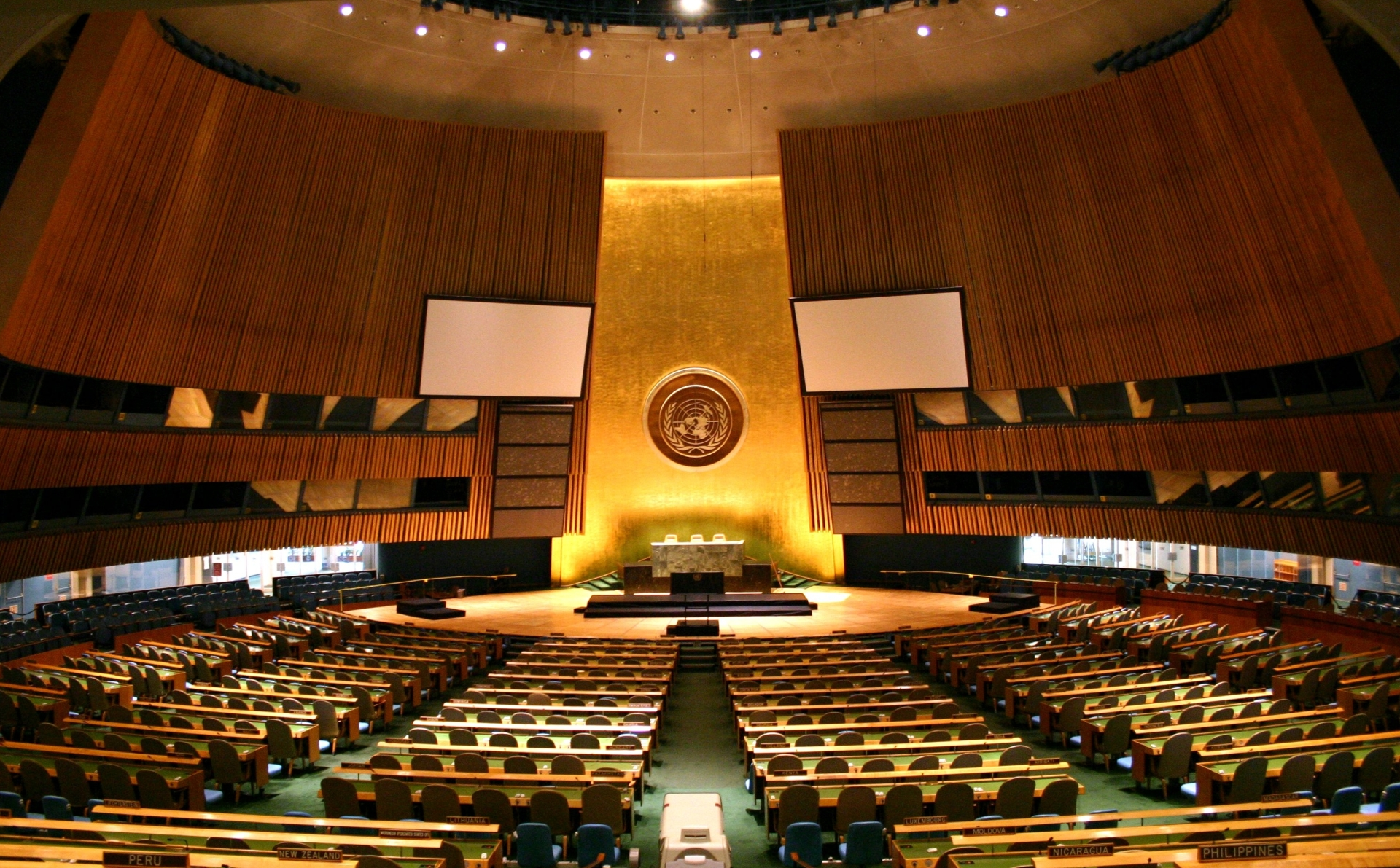
الأمم المتحدة

بعد زوال الإمبراطوريات الغربية السابقة، اعتبرت الديمقراطية وحرية التعبير أحد مميزات الحضارة الغربية الحالية والتي تميزهم عن جيرانهم الشرقيين. تطورت فكرة فصل الدين عن الدولة أواخر العصور الوسطى وفي بدايات العصور الحديثة، مما مكن عملية فصل سلطات الدولة بعضها عن بعض، مما يجعل الديمقراطية بمفهومها الغربي مختلفة عن باقي الديمقراطيات بشكل عام.
بالمقارنة مع عدة ثقافات أخرى، فإن الثقافة الغربية ترفع مرتبة الفرد وتحترم حقوقه. على كل حال يبقى هذا المفهوم غير مطبق بشكل عملي ويبقى نظريا. لكن وبمجرد اختلاف آراء الفرد ومطالبه عن مصالح المجتمع ككل، تم تفسيرها بطريقة غير مفهومة أو خاطئة مما يجعل قبول الفرد بين بناء المجتمع يبقى معلقا بنتيجة تقبل أحدهما أفكار الآخر. وقد تغير هذا الوضع عند مختلف طبقات المجتمع، وكنتيجة عن ذلك ظهرت العديد من الحركات الاجتماعية والثقافية التي أثرت في المجتمع والتي بقيت حية حتى الوقت الحاضر.
يقوم المجتمع الغربي بتشجيع الأفراد على الابتكار والإبداع والتعبير عن آرائهم بحرية، مما يؤدي إلى تطور الفنون وعلوم التقانة بشكل واضح. علاوة على ذلك، تشجع الرأسمالية إيديولوجية الأفراد بشكل كبير وذلك في كل الدول الغربية تقريبا.
تبنت الحكومات الغربية في الوقت الحاضر نموذج المجتمع الاقتصادي الليبرالي والرأسمالي والتي تتصف بتعدد الأحزاب السياسية، والنظام الرئاسي والبرلماني أو حتى نظام مجلس الشيوخ (في بعض الدول) والتي تعمل بنظام الانتخابات والتي بشكل عام تلخص معنى كلمة «ديمقراطية» والتي تقوم بتفضيل آراء الأغلبية عندما يتم وضع القوانين وتقرير القرارات التي تهم الدولة.

## التأثير العالمي

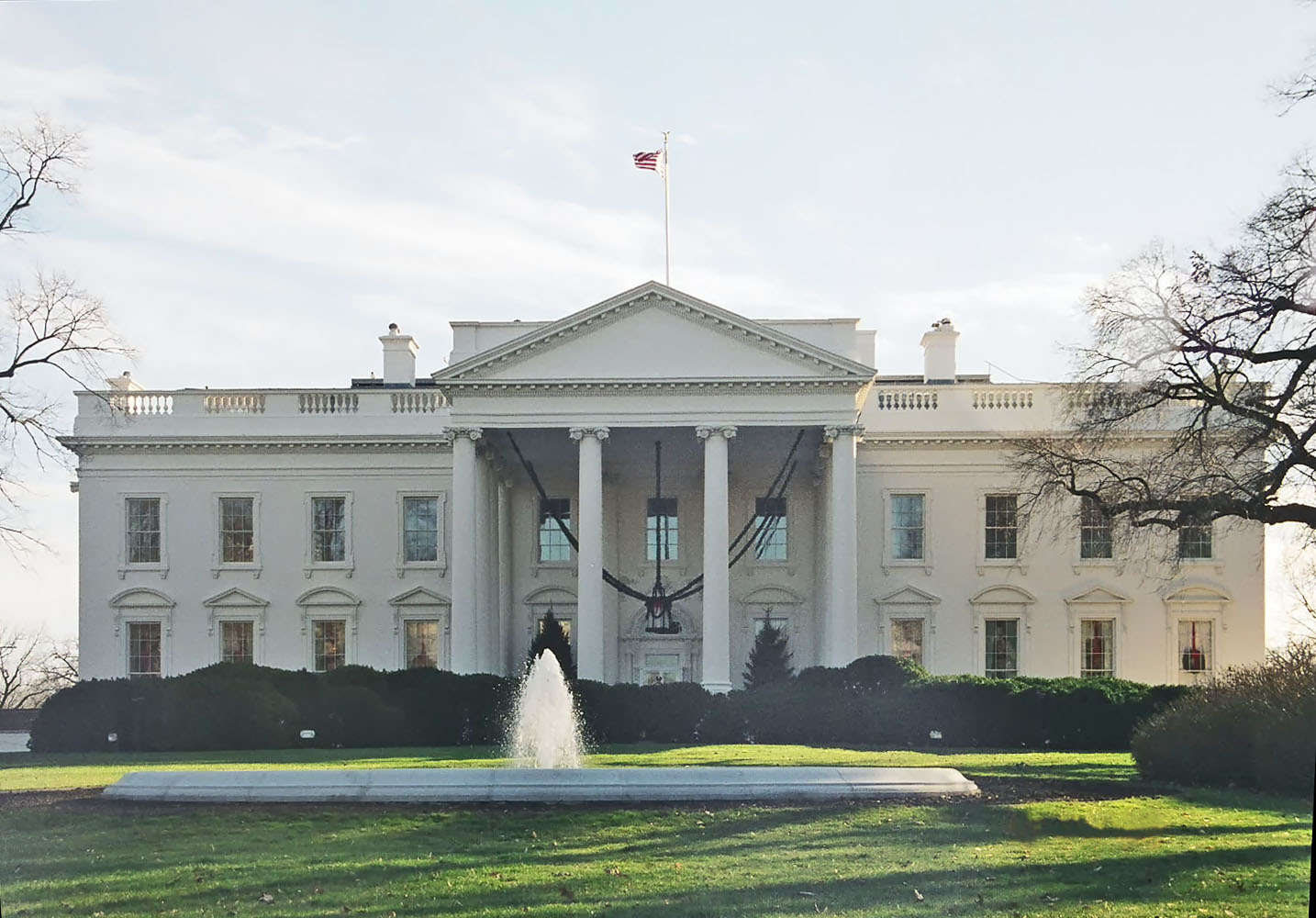
البيت الأبيض، أحد النماذج المعمارية الحديثة والمتبنية من حضارة الإغريق القديمة

أثرت معظم العناصر المكونة للثقافة الغربية على ثقافات العالم أجمع. قام شعوب الثقافات الغربية وغير الغربية بإرفاق مصطلح «الحداثة» (بالإنجليزية: modernization) (أي تبني التطور العلمي والتقني) بمصطلح «التغريب» (بالإنجليزية: westernization) (تبني الثقافة الغربية). اقترح بعض أفراد المنتميين للثقافة الغربية الفصل بين مفهوم الحداثة والقيم السلبية للحضارة الغربية والتي تتناقض مع القيم والمميزات التي تميز تلك الحضارة بمنظورهم الشخصي. القيم السلبية برأيهم تشير للإمبريالية وتقوض مبادئ الحرية، ويجب معاملة جميع الثقافات والحضارات بصورة متكافئة، وهذه الفكرة موجودة في الفلسفة الغربية.
الذي لا خلاف فيه هو أن صور التقدم التقني والتطور والمفاهيم الاجتماعية التي تحدد مفهوم «الحداثة» قد تطور في العالم الغربي.

## الثقافة والفنون

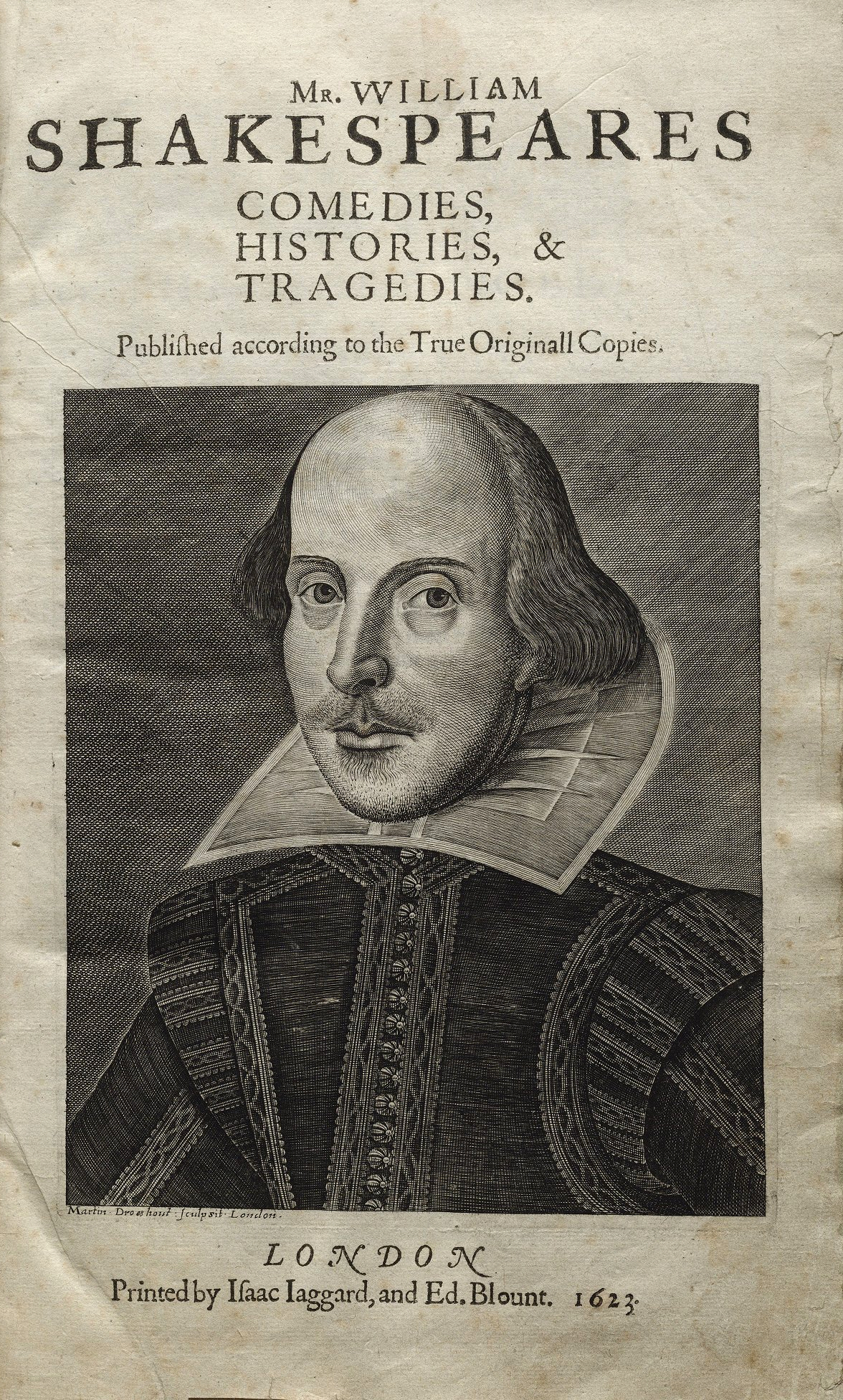
الأدب الغربي، أول أعمال ويليام شيكسبير

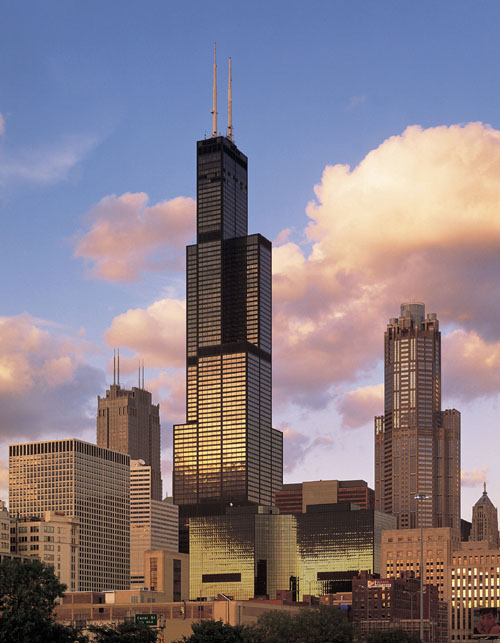
ناطحات السحاب: برج سيزر.

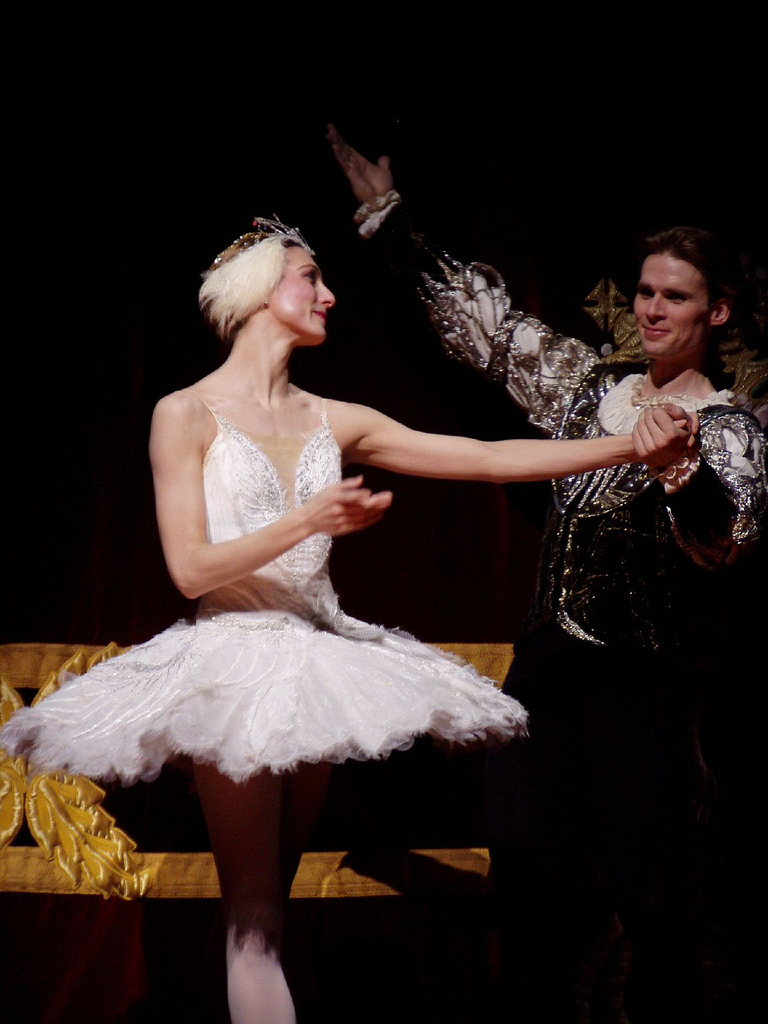
المسرح الكلاسيكي، من أوبرا وباليه: بحيرة البجع

الفن الغربي: الموناليزا

بعض الخصائص الثقافية والفنية تميز الحضارة الغربية من الحيث الشكل والأصل. الرقص، الموسيقى، الفنون البصرية، القصص، الروايات، فن العمارة والعلوم الإنسانية، كلها قد عبر عنها بطرق مميزة لهذه الحضارة.
يعود منشأ كل من السيمفونية، كونشرتو، سوناتا، الأوبرا، وأوراتوريو إلى إيطاليا، كما أن العديد من الآلات الموسيقية المستعملة حول العالم قد طورت في الثقافة الغربية ولاسيما الآت البيانو، الكمان، قيثارة، ساكسفون، وغيرها من الالات النفخية والوترية، كما تطورت أيضا طرق العروض الموسيقية من عزف منفرد على آلة مثل البيانو، الأوركسترا أو رباعي وتري.
يعتبر فن رقص الباليه مميز للحضارة الغربية، كما انه تعتبر صالة الرقص من ابتكارات هذه الحضارة، كما انه عرف لديها العديد من فنون الرقص الشعبية مثل البولكا، الرقص الرباعي، رقص الخطوة وغيرها.
تاريخيا، أنواع الموسيقة المعروفة لدى الحضارة الغربية تتلخص في الموسيقى الفولكلورية، الجوقة[ ؟ ]، الكلاسيكية، الريفية، روك أند رول، الهيب هوب والإلكترونيكا.
بما أن الملاحم التاريخية مثل المهابهاراتا وإلياذة هوميروس تميز العصور القديمة والمعروفة حول العالم، يعتبر أدب الرواية من أنواع سرد القصص الحديثة التي نشأت في الغرب في فترة أعوام 1200 حتى 1750. فن التصوير الضوئي والصور المتحركة قد نشأت أيضا في الغرب مكونة نمط جديد من الفنون. «أوبرا الصابون» قد نشأت في الولايات المتحدة في مطلع الثلاثينات، وتعتبر شكل تقليدي لفن السرد القصصي الذي كان تذاع على الراديو ثم نقلت على التلفزيون، وتعتبر أول شكل من أشكال المسلسلات الحديثة، وسميت بهذا الاسم نسبة لشركات التنظيف والصابون التي كانت ترعى العمل الفني آنذاك. ازدهر فن الأغنية المصورة أيضا في الغرب في منتصف الثلاثينيات.
تطور أيضا فن العمارة في الغرب بشكل لافت، حيث طور الفن الإغريقي والروماني من حيث استعمال الأعمدة والمداخل القديمة في العمارة الحديثة، طور الفن الرومانسكي، القوطي، الباروكي، والفيكتوري بشكل ملفت وبقي مستعملا حتى الوقت لحالي. يميز العمارة الغربية استخدامها للأشكال البسيطة، الخطوط والمنحنيات والأشكال المتعددة، واستخدام المسطحات بدون زخرفة. شكل مميز من العمارة الغربية والذي يعتبر من أهم اشكالها هو ناطحات السحاب التي نشأت في مدن مثل شيكاغو ونيويورك.
يعتبر يان فان آيك مطور فن الرسم الزيتي، كما ان فن التصوير المجسم وتطوير الفن الزيتي قد تطور في مدينة فلورنسا. في الفن، يعتبر التشابك من مميزات الفن الغربي. يعتبر تصوير الذكر أو الانثى بأجساد عارية في لوحات أو في النحت أحد المكونات الفنية المهمة. فن البورتريه الواقعي يحظى بمكانة مهمة في الفن الغربي. المؤدون في الفنون الأخرى مثل الرقص، الموسيقى، المسرحيات وغيرها غالبا لا يقومون باخفاء هويتهم كما كان يستخدم من قبل، وقد تم تجاوز المواضيع الحساسة مثل الدين الو الجنس والذي كان يحظر الخوض فيها في الفن القديم.
بدأت الموسيقى الشعبية بالانتشار بفضل الأمريكيون الأفارقة عن طريق موسيقى الجاز والبلوز، حيث وضعت الأسس للموسيقى الشعبية المعروفة حاليا، مضيفين انماط موسيقية جديدة مثل ريذم أند بلوز. فانك وهيب هوب وبينما ادخل البريطانيون أنواع جديدة من الموسيقى خاصة الروك آند رول والهيفي ميتال. من جامايكا ادخلت موسيقى السكا والريغي. عرفت من منطقة الكاريبي موسيقى السالسا والباتشاتا واحدثهم الريغيه تون، وقد عرفت في بلدان مثل الدومينيكان، كوبا، وبنما متأثرة بالأنغام الإفريقية. وتم تطوير تلك الأنماط في رحاب الحضارة الغربية وتم ابتكار انماط جديدة من تداخل انماط قديمة.نمط آخر منتشر بكثرة في تلك الحضارة موسيقى التانغو الأرجنتيني والأوروغوايي والسامبا، انتشرت أيضا الموسيقى الإلكترونية وموسيقى العزف المنفرد.

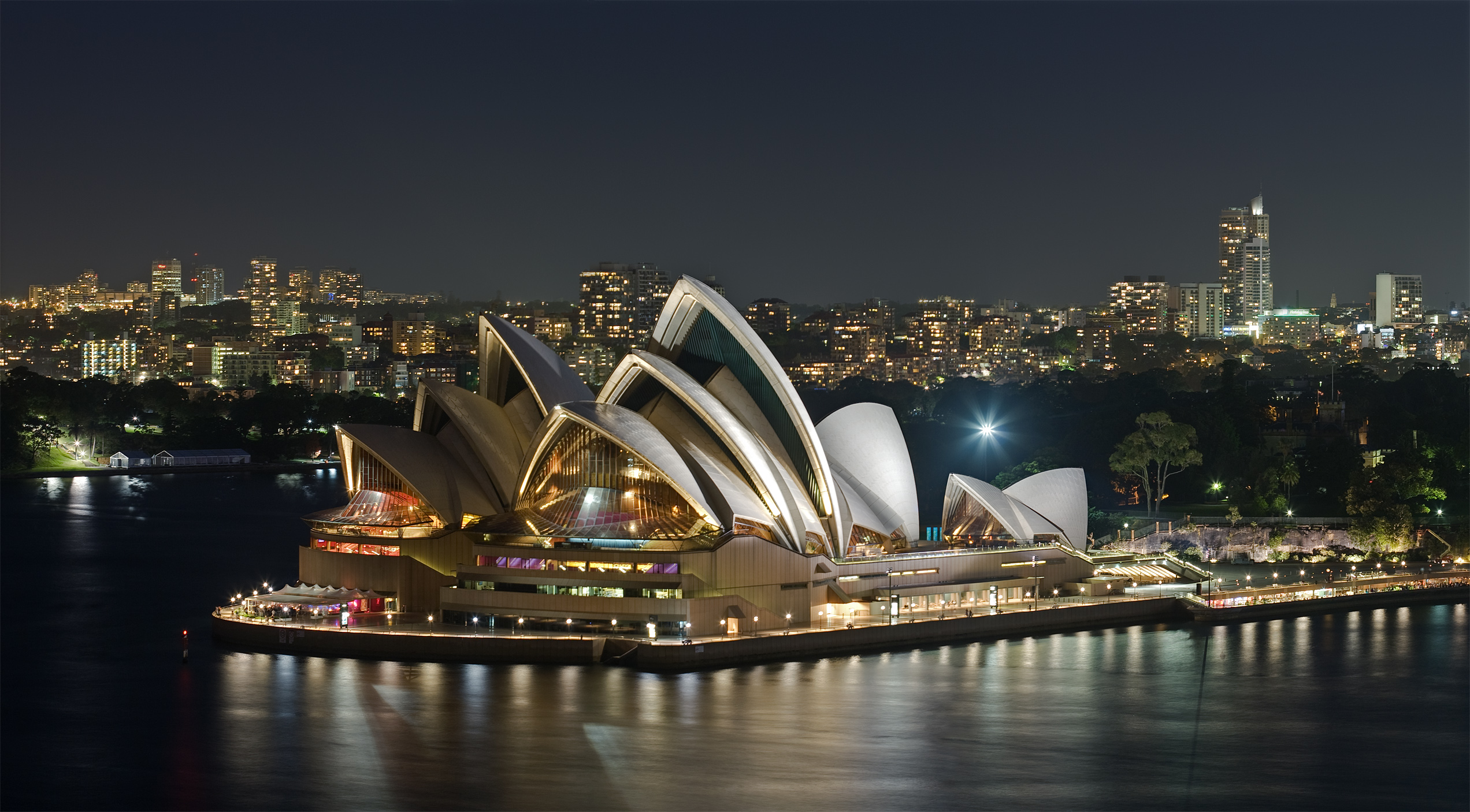
دار الأوبرا في سيدني.
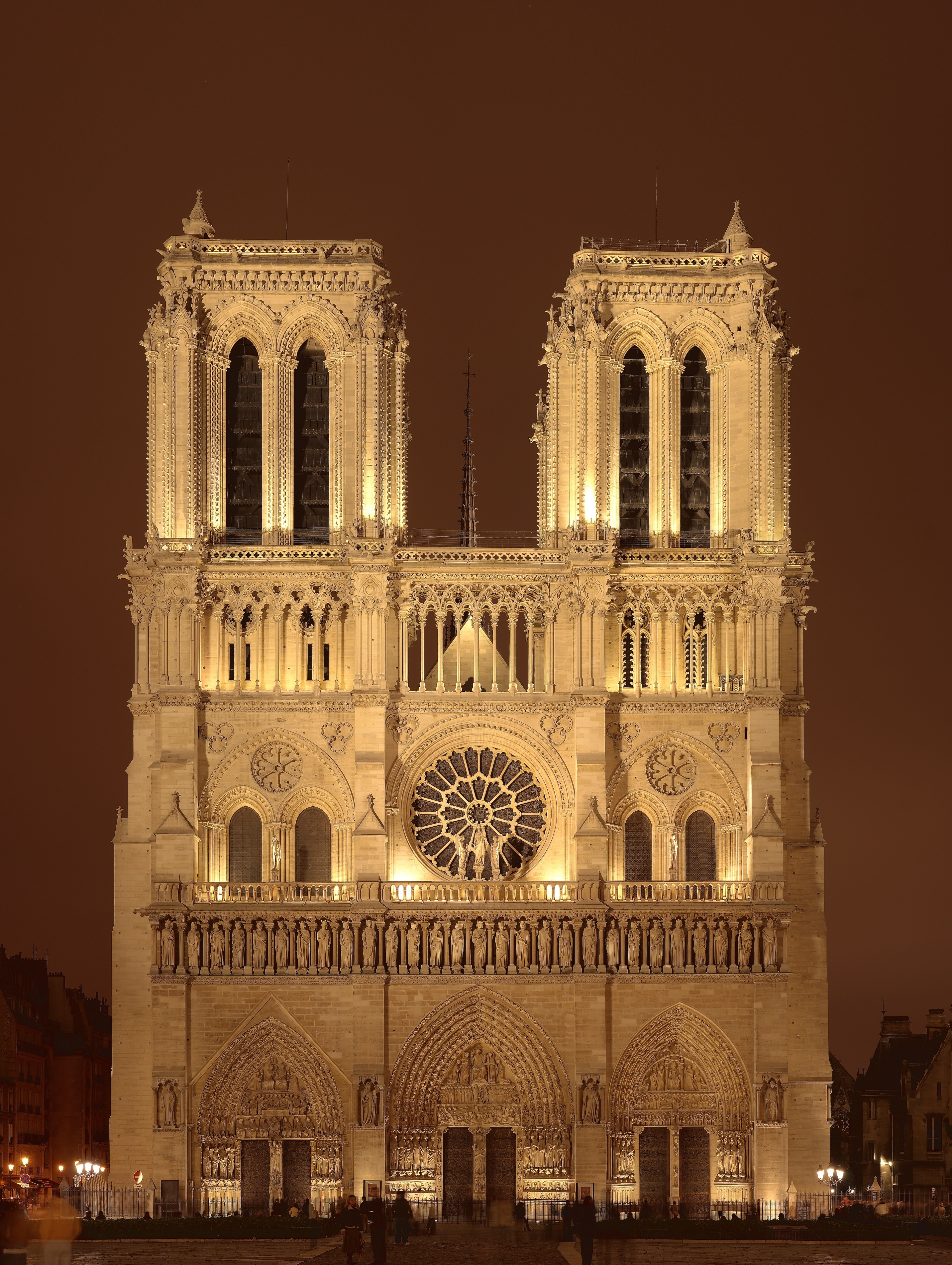
كاتدرائية نوتردام، في باريس وذكرت كمكان رئيسي لأحداث في رواية أحدب نوتردام.
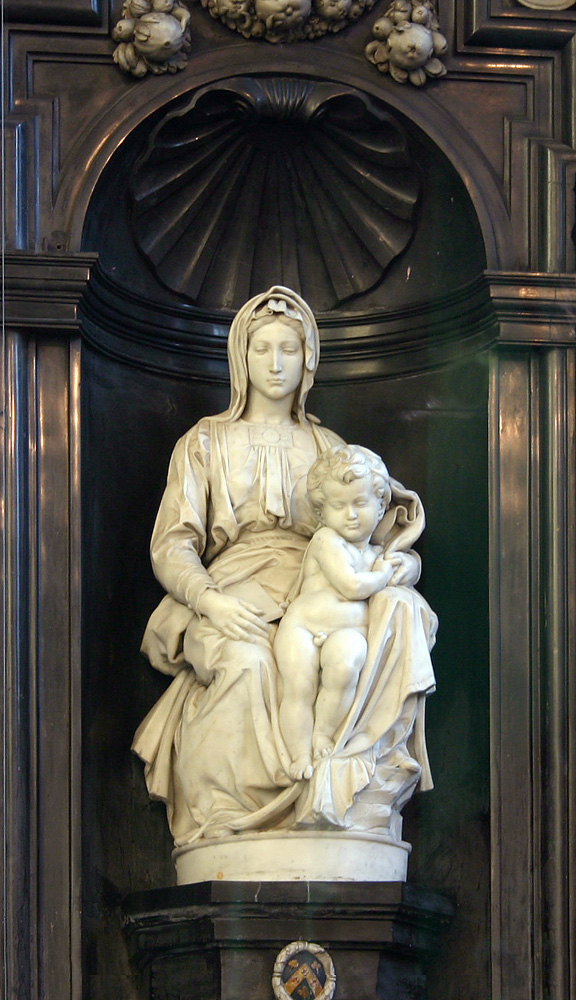
السيدة والطفل، منحوتة لميكيلانجيلو.
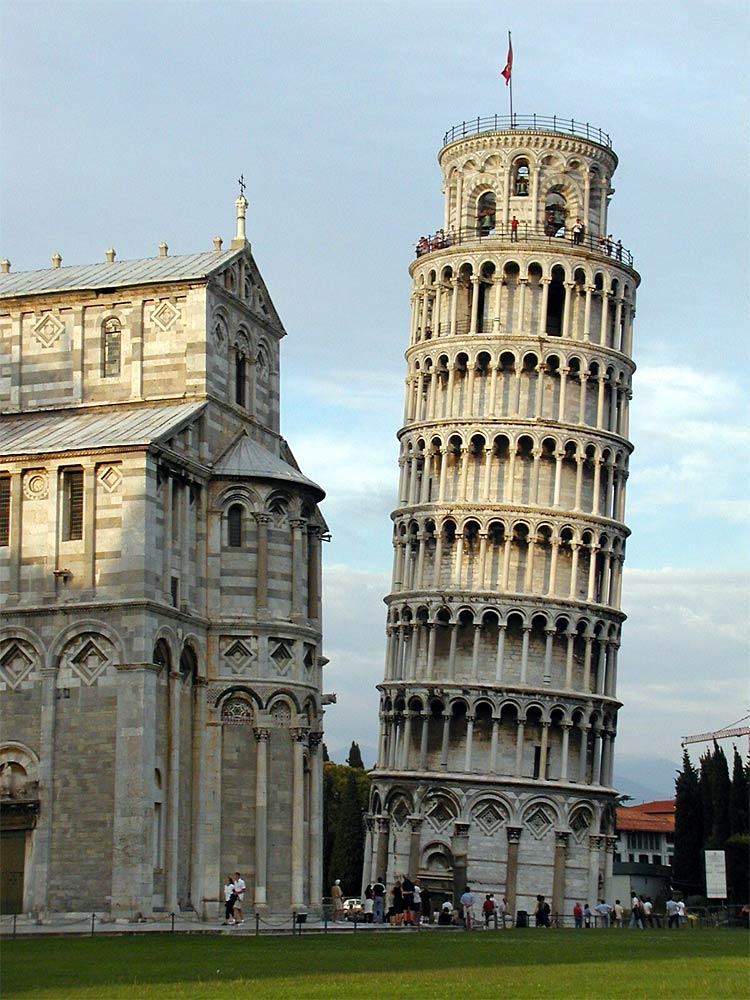
كنيسة بيزا وبرجها المائل وهي معلنة كأحد مواقع التراث العالمي.
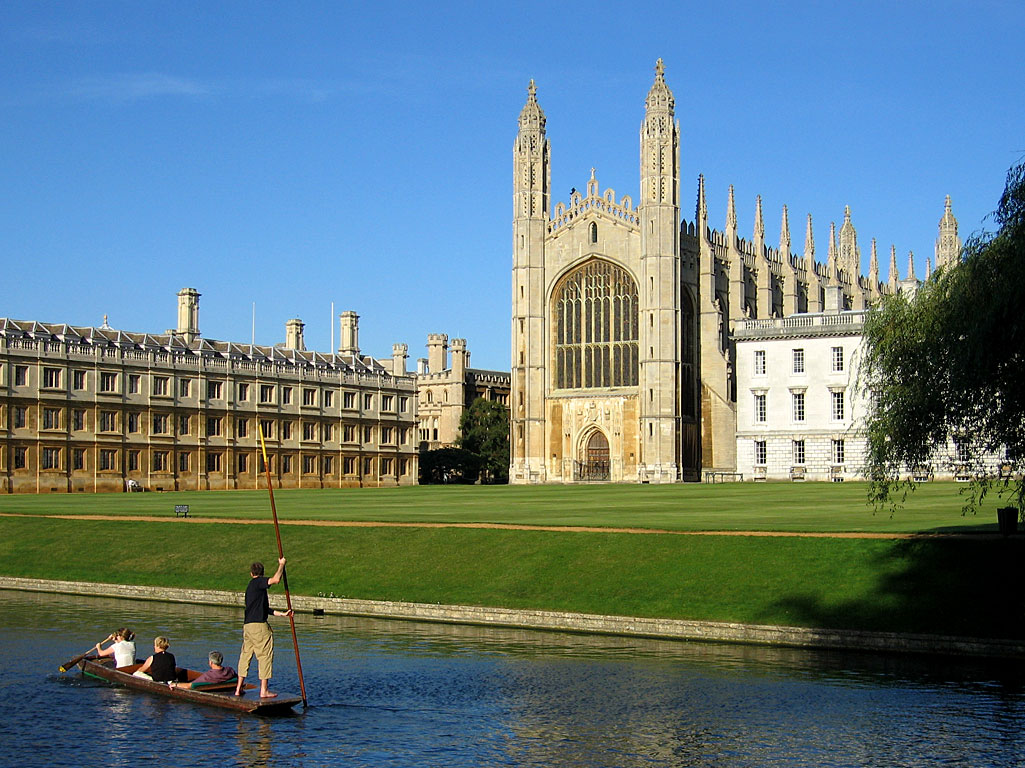
جامعة كامبريدج احدى أقدم جامعات في أوروبا والعالم.
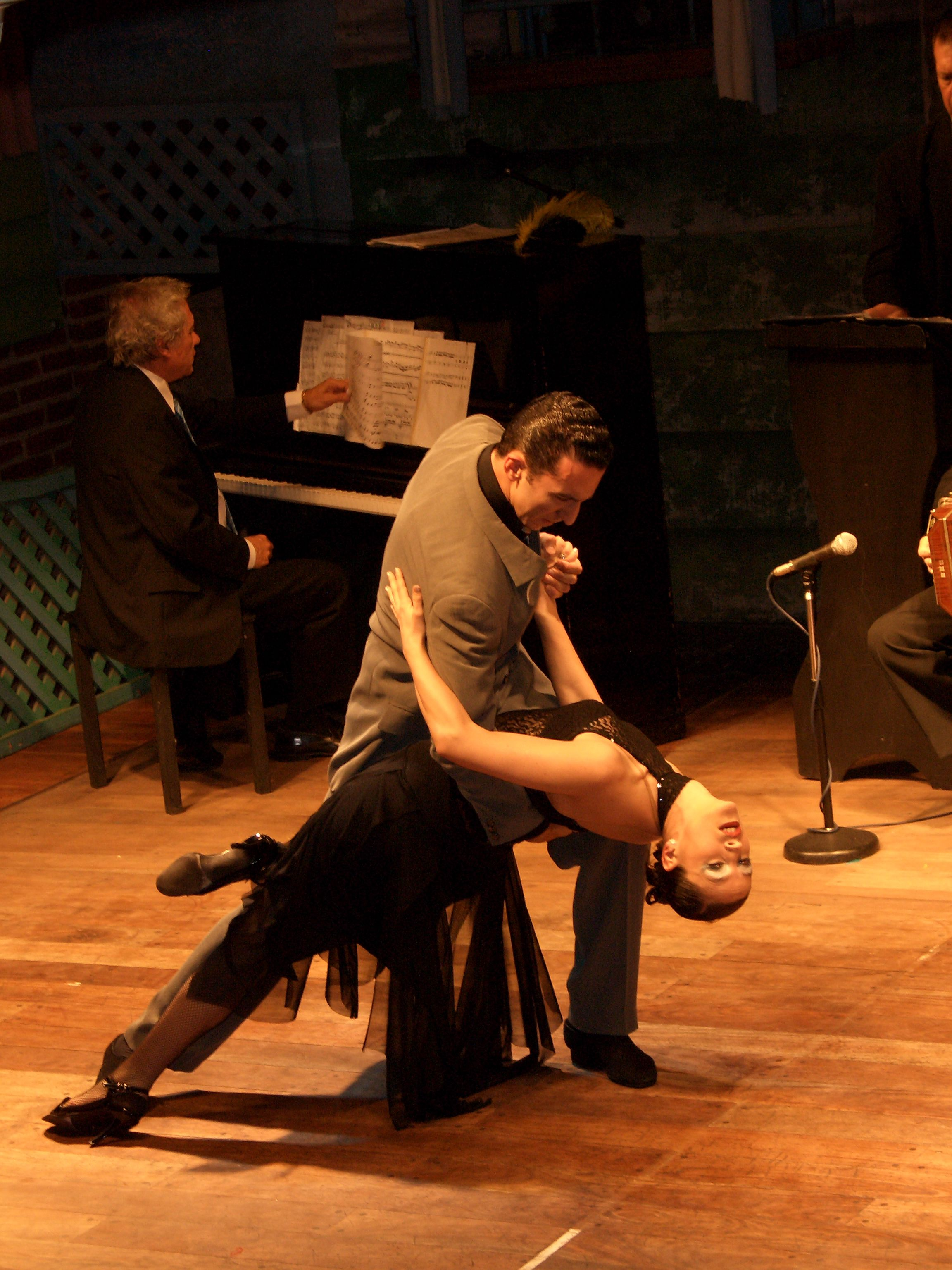
التانغو الأرجنتيني.

## الدين

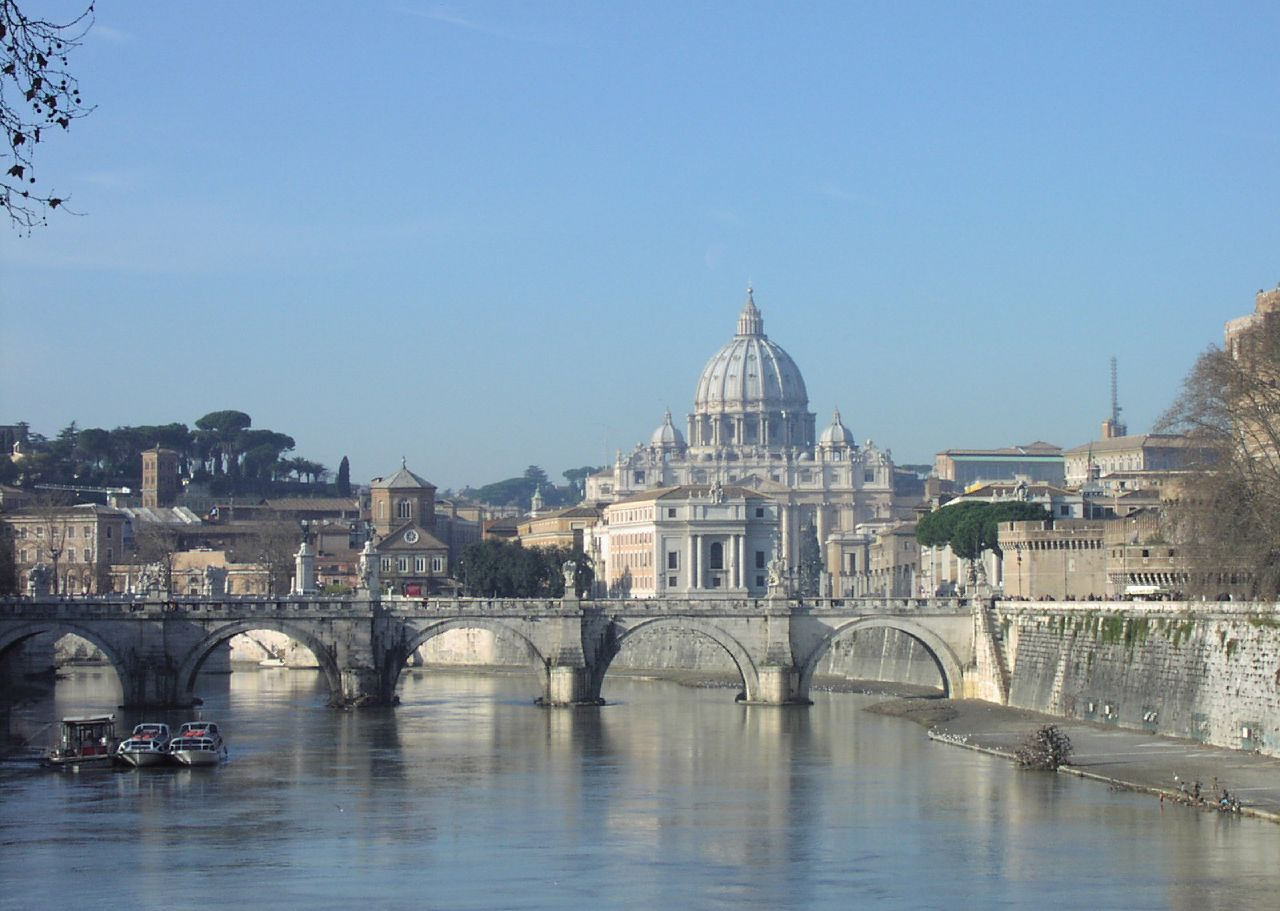
كاتدرائية القديس بطرس في الفاتيكان

نشأت الديانة المسيحية عام 27 من جذور مشتركة مع الديانة اليهودية وتعرضت لاضطهاد الامبراطورية الرومانية، لكنها أصبحت في عام 380 الديانة الرسمية للإمبراطورية الرومانية، فشاركت بشكل معقد في السياسة الأوروبية ولا يزال تأثيرها السياسي راسخاً حتى اليوم في العالم الغربي، وكانت تعاليم يسوع المسيح والوصايا العشرة مصدر الهام للقوانين الغربية وذات تأثير أخلاقي على الفكر الغربي، وشكلّت تعاليم يسوع والكتاب المقدس حجر أساس في الحضارة الغربية، وتركت بصمة واضحة على الفلسفة الغربية. إن تعاليم يسوع، مِثل مَثل السامري الصالح، تعد اليوم مصدرًا مهمًا لمفاهيم حقوق الإنسان. وكان أيضًا لتعاليم المسيحية ولاهوتها أثر على مفهوم وطبيعة الزواج والحياة الجنسية، كذلك كان للمرأة نصيب من الديانة المسيحية فقد رفعت الكنيسة من قيمتها وزادت من تأثيرها على المجمتع، فللمرأة دور بارز في تاريخ المسيحية، ورفضت الكنيسة وأد الأطفال وحاربت ظاهرة العبودية ورفضت الطلاق، وسفاح المحارم، والمثلية الجنسية، وتعدد الزوجات، وتنظيم النسل والإجهاض، والخيانة الزوجية.
وقد لعبت الديانة المسيحية دورًا رئيسيًا في تشكيل أسس وسمات الثقافة والحضارة الغربية كما وأثرت المسيحية، بشكل كبير على المجتمع ككل بما في ذلك الفنون واللغة والحياة السياسية والقانون وحياة الأسرة والموسيقى وحتى طريقة التفكير في المجتمع الغربي التي تلونت بتأثير الديانة المسيحية ما يقرب من حوالي ألفي سنة من تاريخ العالم الغربي، كما كانت مصدرا رئيسيًا للتعليم فقد أسست العديد من الجامعات في العالم من قبل الكنيسة، والرعاية الطبية والخدمات الاجتماعية وكذلك كان للمسيحية دور رائد في رعاية وتطوير العلوم. ولها تأثير واضح في البناء والعمارة فقد بنيت مباني الكاتدرائيات التي لا تزال قائمة بين مآثر وروائع الهندسة المعمارية الأكثر شهرةً في الحضارة الغربية. لقد كان دور المسيحية في الحضارة متشابكًا بشكل معقد في تاريخ وتشكيل أسس المجتمع الغربي. وكذلك فإن جزء كبير من تاريخ الكنيسة مرتبط بالغرب.
| الحضارة الغربية | تاريخ الكنيسة أو المسيحية هو تاريخ الحضارة الغربية، فقد أثرت المسيحية بشكل كبير على المجتمع ككل بما في ذلك الفنون واللغة والحياة السياسة وحياة الأسرة والموسيقى وحتى طريقة التفكير الغربية تلونت بتأثير المسيحية. ولذا فإن دراسة تاريخ الكنيسة يلبث اليوم موضوعًا هامًا جدًا. | الحضارة الغربية |

في العصر الحديث تراجعت الديانات في أوروبا الغربية وظهور حركات مثل اللاأدرية الإلحاد حيث تقريبا 18.2% سكان الدول الغربية لم يتبعوا دين واتبعوا الحركات المذكورة سابقا، فشكلو نسب من سكان دول المملكة المتحدة (~25%)، ألمانيا (25-33%)، فرنسا (22-35%)، وهولندا (39-44%) في حين أن في الولايات المتحدة حافظت الديانة على وجودها القوي فشكل المتدينون نسبة (75-85%) من سكان البلاد، كما هو الحال في معظم دول أميركا اللاتينية. ومع ذلك فما تزال الديانة المسيحية الديانة السائدة في العالم الغربي وما يزال غالبية الأوروبيون يعرفون انفسهم كمسيحيون حيث يشكل معتنقي الديانة المسيحية في أوروبا حوالي 75.18%، وفي أمريكا الشمالية 85% ؛ أمريكا الجنوبية 93% وأوقيانوسيا 73.36%.

## التطور التكنولوجي والاكتشافات العلمية

نظرية التطور وعلم الوراثة.

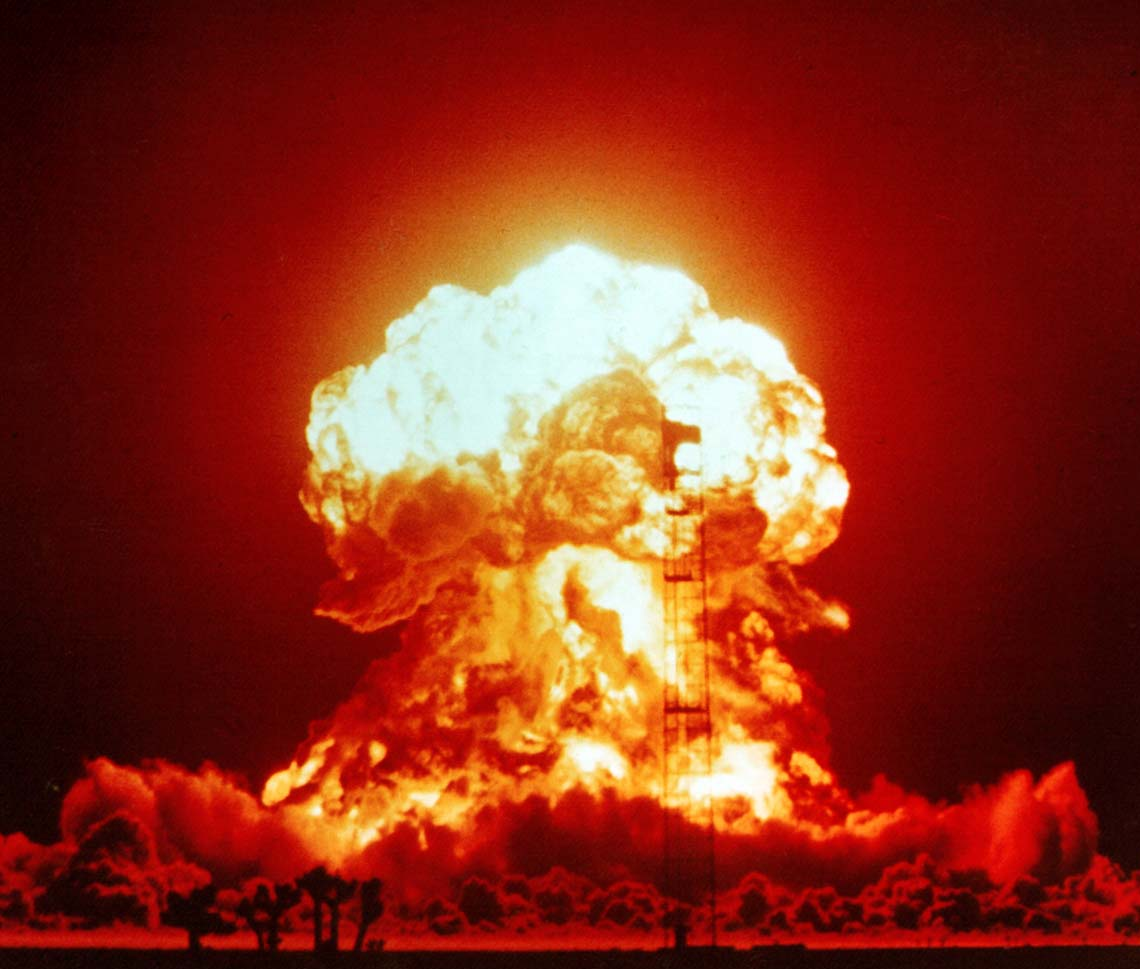
طاقة نووية وسلاح نووي.

هناك سمة مميزة من سمات الثقافة الغربية هو التركيز على العلوم والتكنولوجيا، وقدرتها على توليد عمليات جديدة ومواد وقطع أثرية مادية.
كان الغرب أن أول من عمل واكتشف قوة البخار وقام بتطويرها وتكييفها واستخدامها في المصانع، وعلى توليد الطاقة الكهربائية. بالإضافة إلى اختراع المحرك الكهربائي، الدينامو، والمحولات، والضوء الكهربائي، ومعظم الأجهزة الكهربائية المألوفة، كانت اختراعات من الغرب. المحرك الرباعي الأشواط ومحرك ديزل من المنتجات التي نشأت وتطورت في وقت مبكر وكان في العالم الغربي. وتستمد المفاعل النووية تاريخها وعملها من المفعل النووي الأول الذي شيد في شيكاغو في عام 1942.
اخترعت جميع أجهزة الاتصالات وأنظمتة بما في ذلك الهاتف والإذاعة والتلفزيون والاتصالات، وسواتل الملاحة، والهاتف المحمول، وشبكة الإنترنت من قبل الغربيين. بالإضافة إلى اكتشافات مثل قلم رصاص، قلم، صمام ثنائي باعث للضوء، عرض بلوري سائل، أنبوب الأشعة المهبطية، صور، آلة تصوير مستندات، اخترع الغربيين أيضًا طابعة ليزر، طابعة حبر نفاث، والبلازما وشاشة عرض وشبكة الويب العالمية.
تم ابتكار العديد من المواد عن طريق الغربيين بما في ذلك الألمنيوم والخرسانة، والزجاج الواضح، المطاط الصناعي، ألماس الصناعي، البولي بروبيلين، بولي فينيل كلوريد ومتعدد الإيثيلين تم اكتشافه في الغرب. ظهر كل من السفن الحديدية والصلبية والجسور وناطحات السحاب في الغرب أولًا. اخترع تثبيت النيتروجين والبتروكيماويات من قبل الغربيين. معظم عناصر الكيمياء اكتشفت في العالم الغربي، وكذلك نظرية نموذج بور.
وكان المقحل، الدارة المتكاملة ورقائق الذاكرة، والكمبيوتر هي منتجات غربيّة من الطراز الأول. اخترعت كل الكرونومتر القاطرة، الدراجات الهوائية، السيارات، الطائرات في الغرب. كذلك النظارات، والتلسكوب والمجهر والمجهر الإلكتروني، اكتشف علماء الغرب أنواع التسلسل اللوني والبروتين والحمض النووي، والتصوير المقطعي المحوسب، الرنين المغناطيسي، الأشعة السينية، والتحليل الطيفي للضوء، الأشعة فوق البنفسجية والأشعة تحت الحمراء، وكلها وضعت في بادئ وتم تطبيقها في المختبرات والمستشفيات والمصانع الغربيّة.
في مجال الطب، تم إنشاء مجال التطعيم، التخدير، وجميع المضادات الحيوية في الغرب. وطريقة الوقاية من المرض والصحة الإنجابية، واكتشف علاج لمرض السكري، ونظرية الجرثومة المرض من قبل الغربيين. وتم القضاء على مرض الجدري من قبل الطبيب دونالد هندرسون. منتجات الغرب الطبية المتقدمة تشمل أيضًا التصوير الشعاعي، التصوير المقطعي، التصوير مقطعي بالإصدار البوزيتروني وتخطيط الصدى. وقد طوّر الغربيين مجالات طبية مثل كيمياء سريرية، قياس الضوء الطيفي، رحلان كهربي. واوجد الغرب السماعة الطبية، تخطيط كهربية القلب وتنظير داخلي. الفيتامينات وسائل منع الحمل والانسولين، جنبا إلى جنب مع مجموعة واسعة أخرى من الأدوية ثبتت طبيًا لعلاج مرض أول مرة في الغرب.
في الرياضيات، علم حساب التفاضل والتكامل، الإحصاءات، المنطق، وغيرها من النظريات وضعت من قبل الغربيين. في علم الأحياء، والتطور، والكروموسومات والحمض النووي، وعلم الوراثة وطرق البيولوجيا الجزيئية هي مخلوقات من الغرب. في الفيزياء، وقد وضعت كل علم الميكانيكا وميكانيكا الكم، ونظرية النسبية، الديناميكا الحرارية، والميكانيكا الإحصائية من قبل الغربيين. الاكتشافات والاختراعات من قبل الغربيين في الكهرومغناطيسية وتشمل قانون كولوم (1785)، البطارية الأولى (1800)، وحدة الكهرباء والمغناطيسية (1820)، بيو، سفارت القانون (1820)، قانون أوم (1827)، والمعادلات وماكسويل (1871). وتم كشف النقاب عن كل ذرة، نواة، الإلكترونات، النيوترونات والبروتونات من قبل الغربيين.
في مجال التمويل، وضعف المحاسبة الدخول، والشركات ذات المسؤولية المحدودة، والتأمين على الحياة، وبطاقة شحن جميع استخدم لأول مرة في الغرب.
ومن المعروف أيضا أن الغربيين لاستكشافاتهم من الكرة الأرضية والفضاء. وكانت هذه البعثة أول من أبحر حول الأرض (1522) من قبل الغربيين، وكذلك أول من تطأ قدماه القطب الجنوبي (1911)، وأول إنسان يهبط على سطح القمر (1969). وكانت عملية الهبوط من الروبوتات على سطح المريخ (2004) وعلى الكويكب (2001)، والاستكشافات المسافر من الكواكب الخارجية (اورانوس ونبتون في عام 1986 في عام 1989) كل ما تحقق من الغربيين.

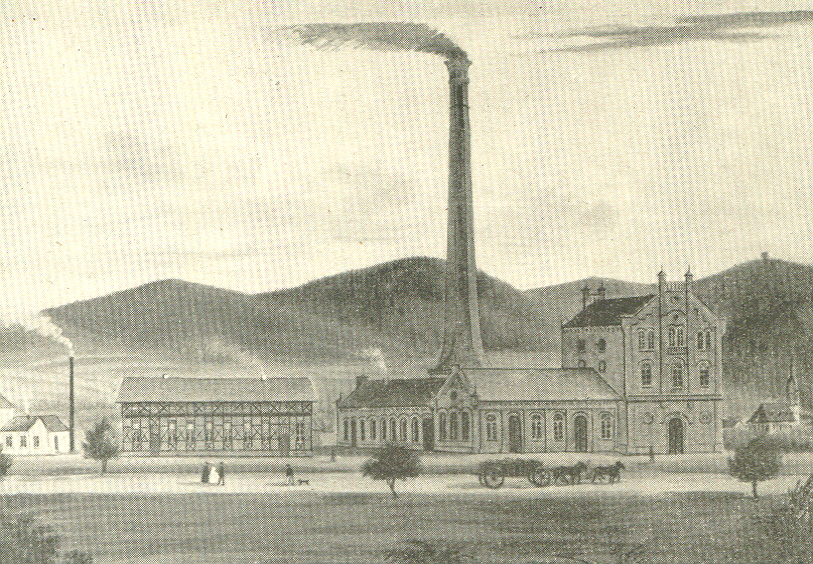
الثورة الصناعية.
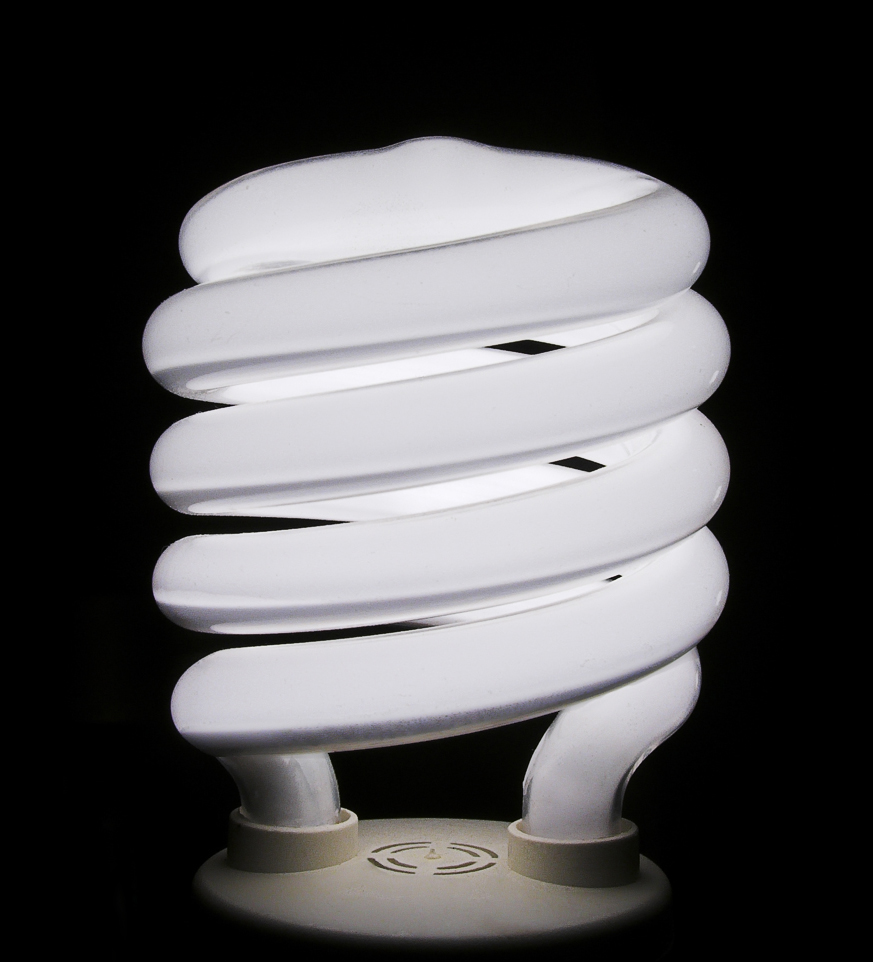
الكهرباء.
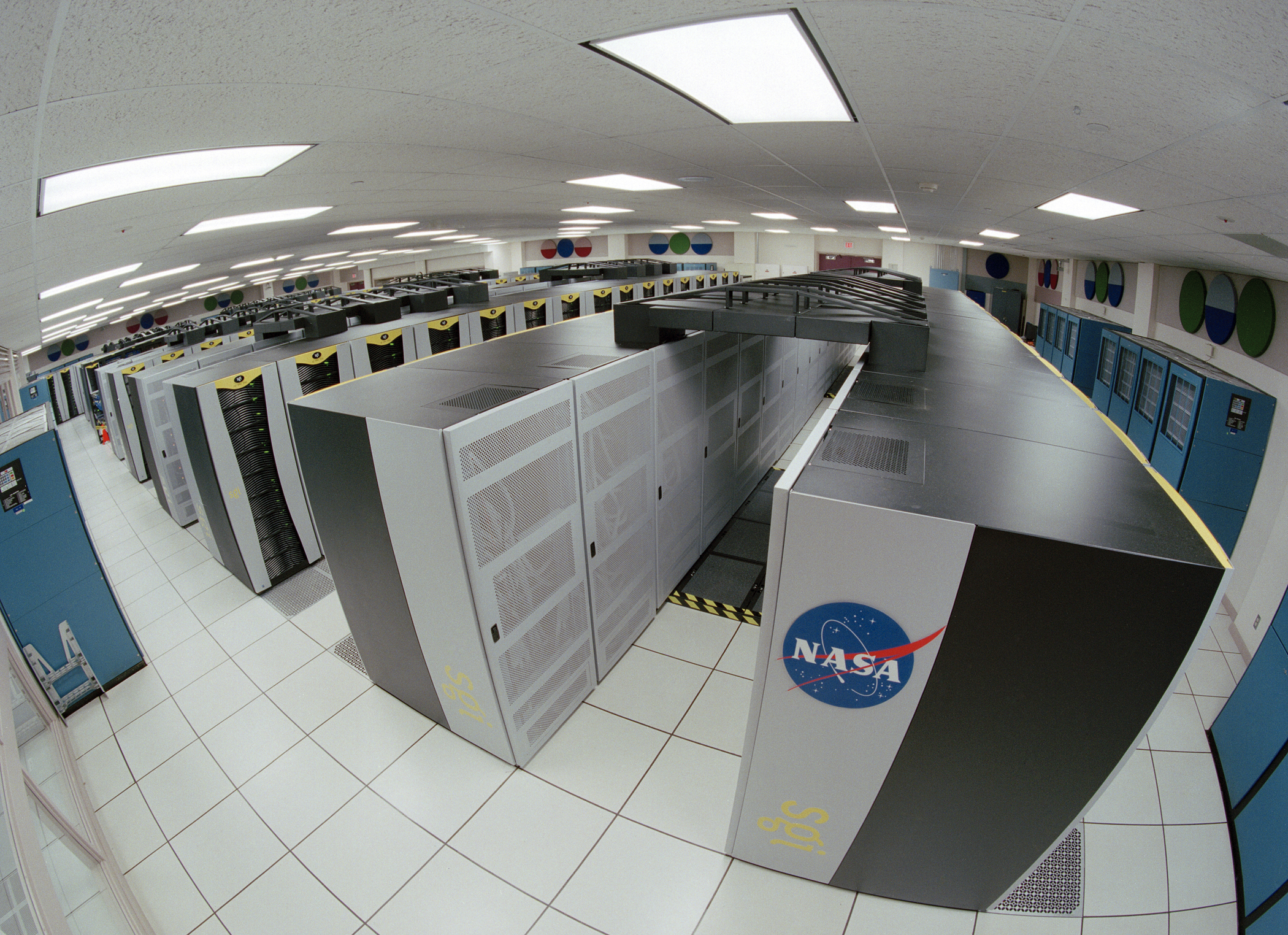
الكمبيوتر.
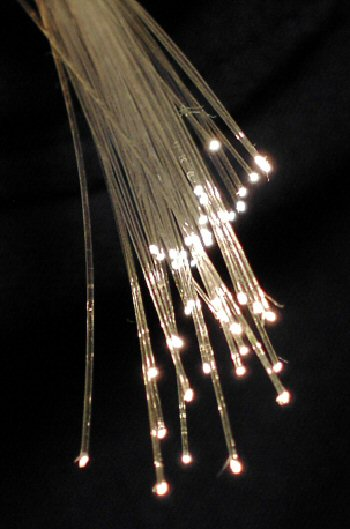
الإنترنت والاتصال عن بعد.
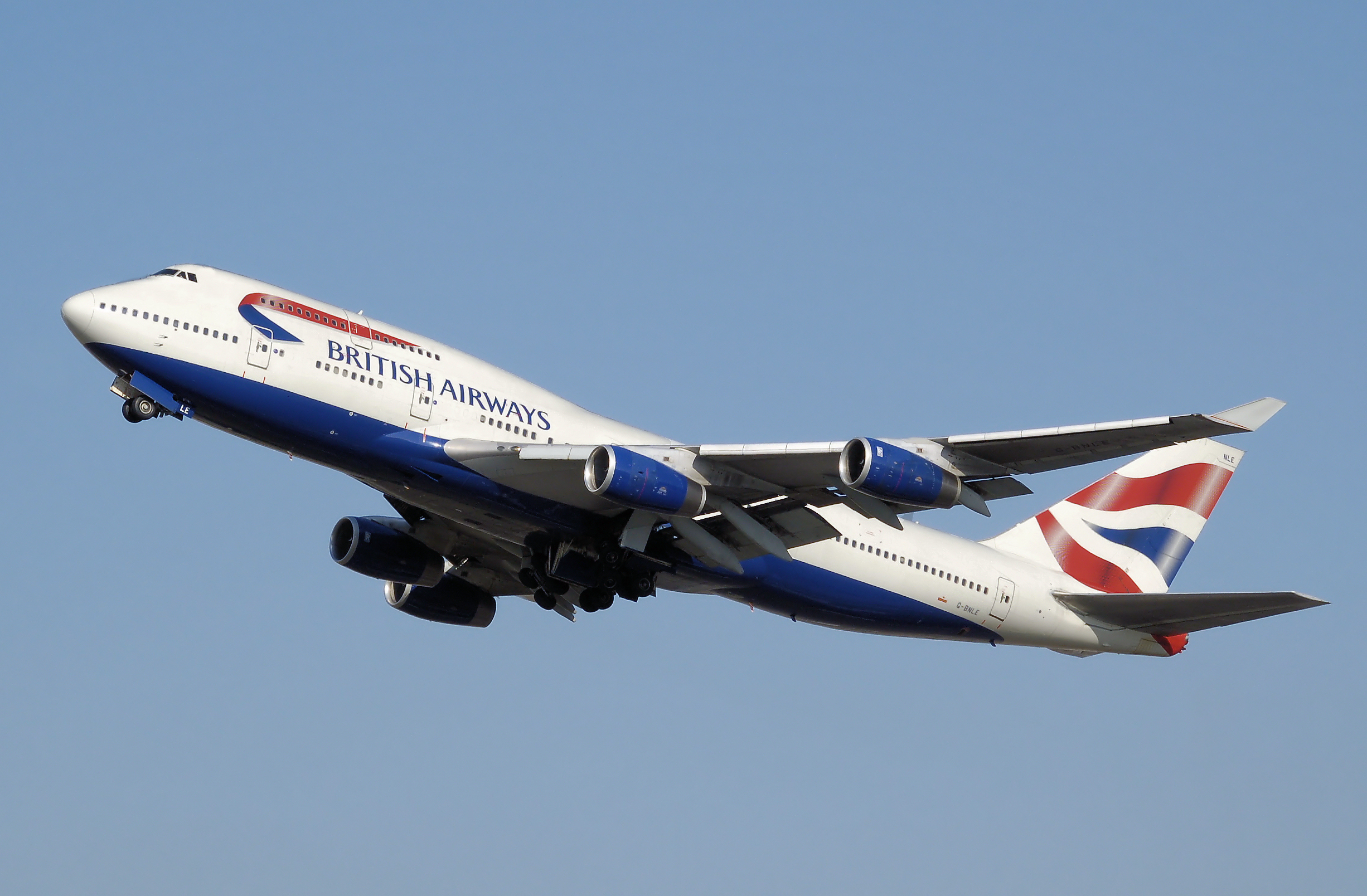
مركبة جوية.
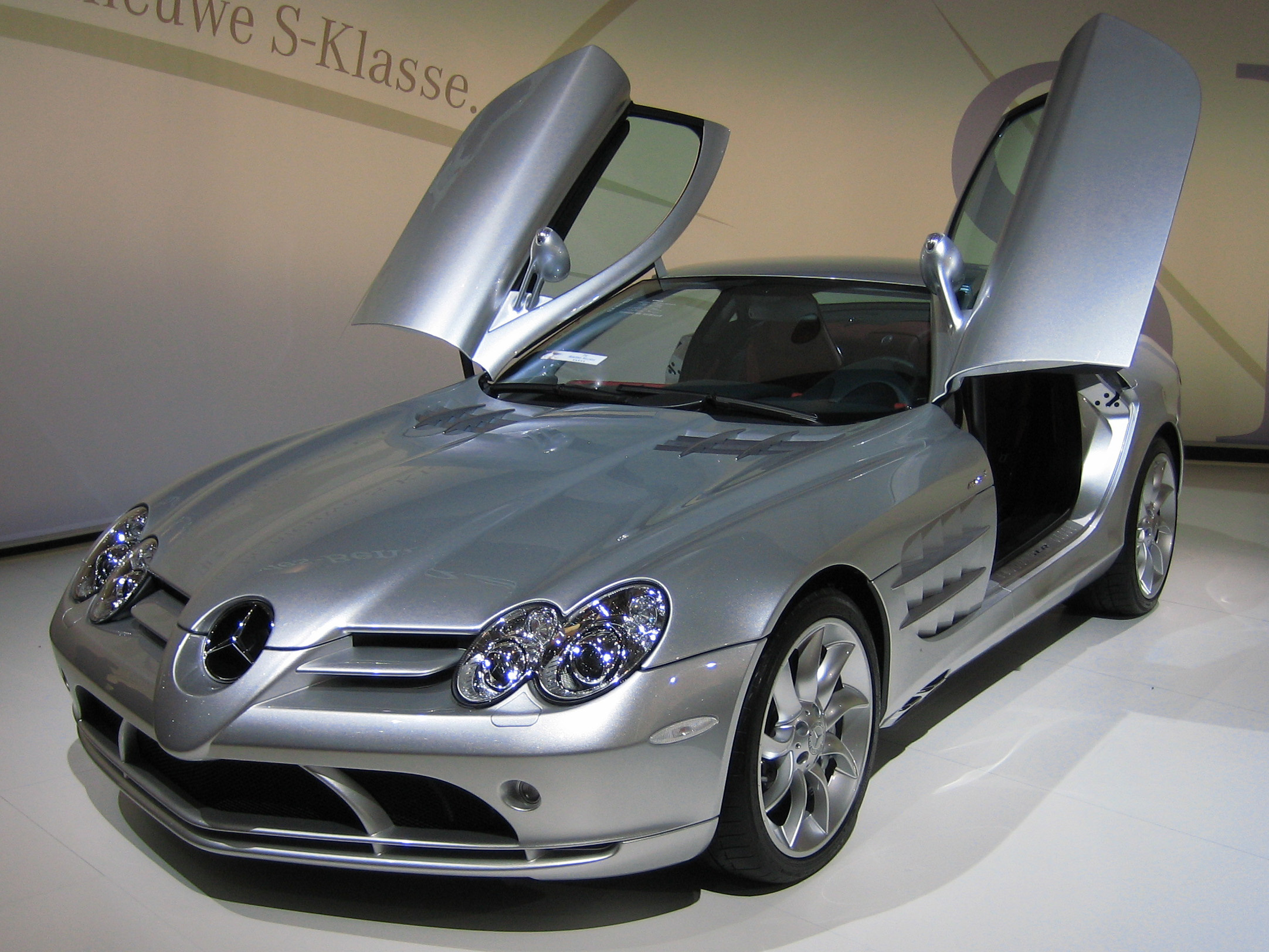
السيارة والقطار[ ؟ ].
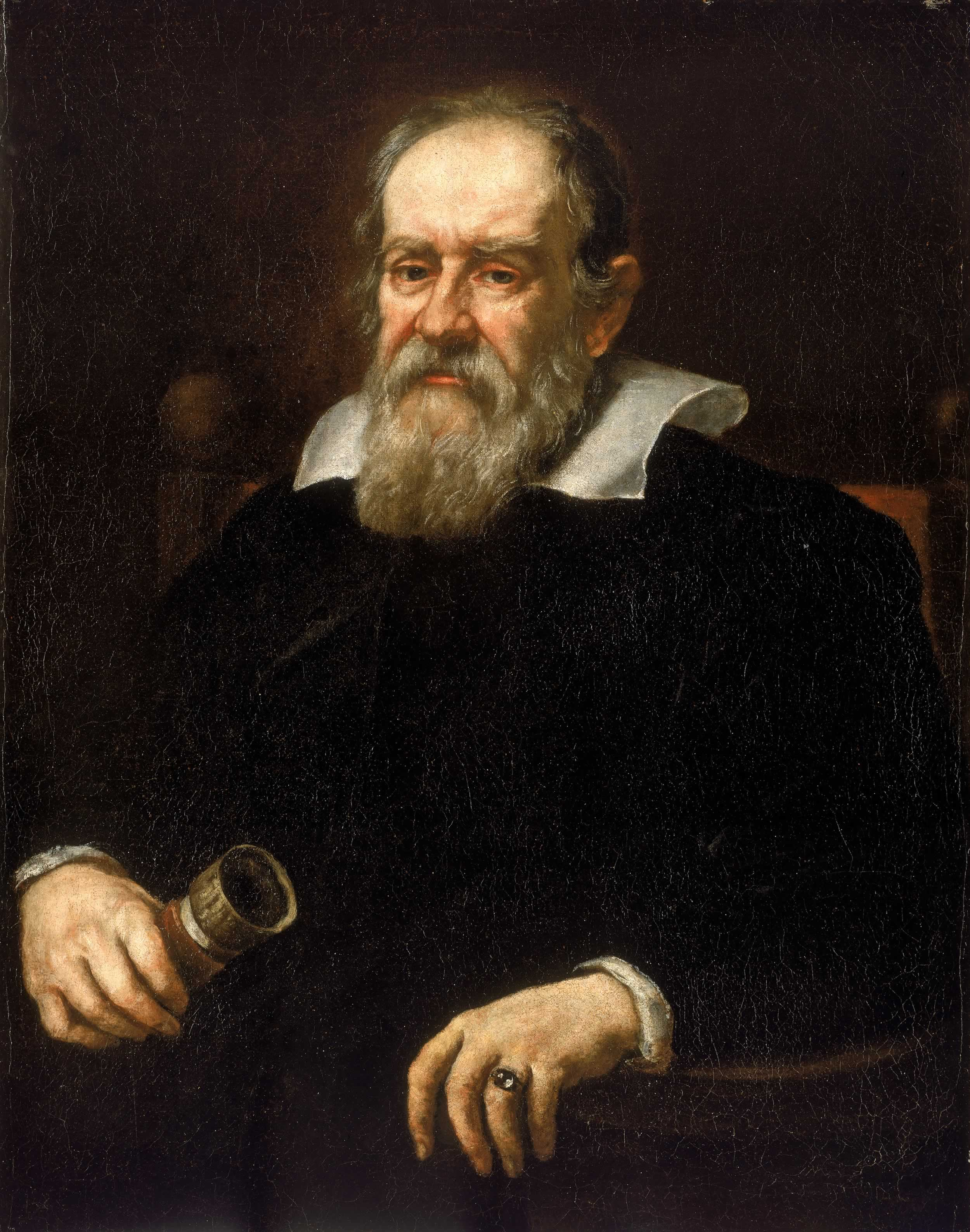
جاليليو جاليلي، عالِم فلكي وفيلسوف وفيزيائي.
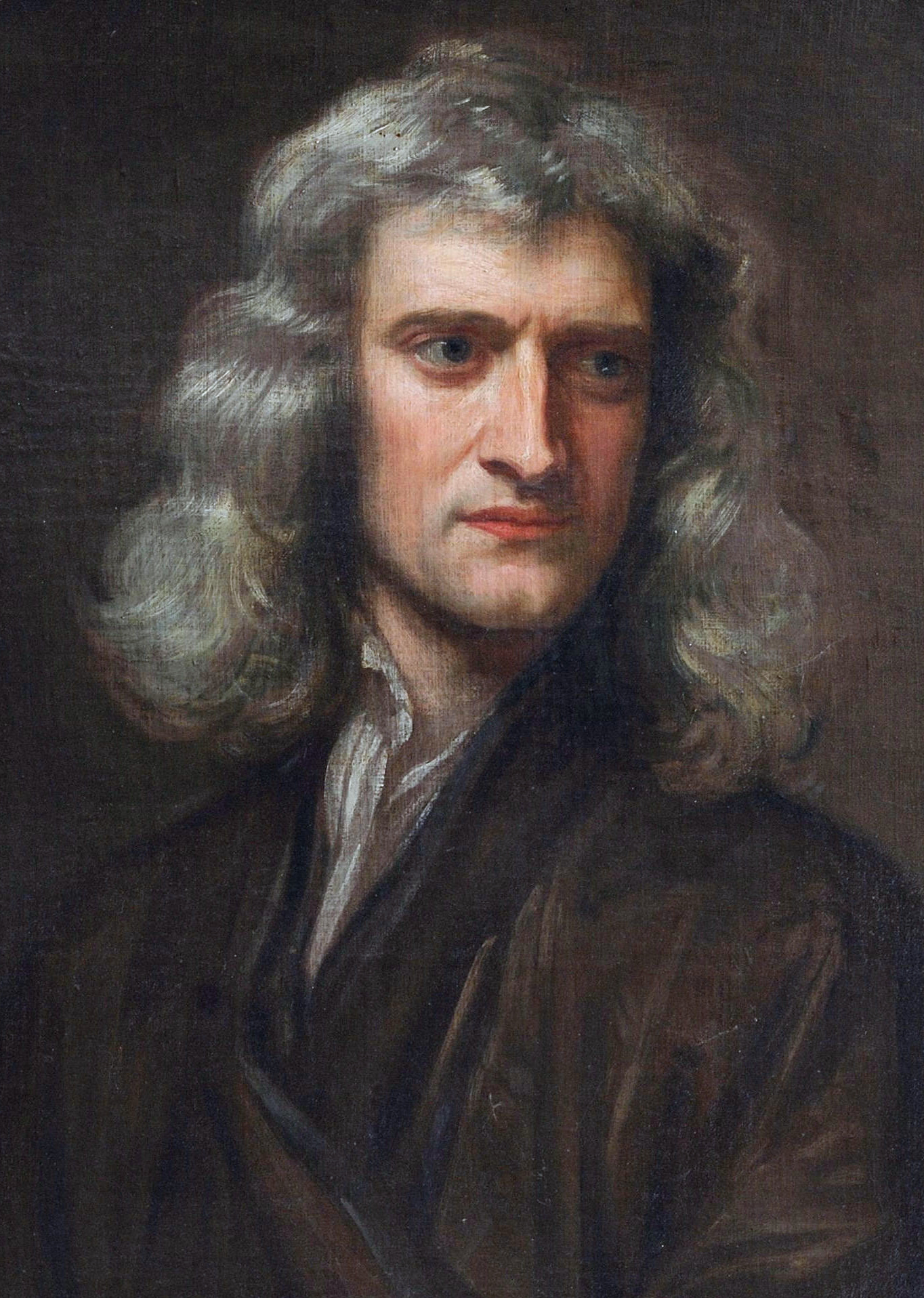
إسحاق نيوتن مكتشف الجاذبية الكونية وقوانين الحركة.
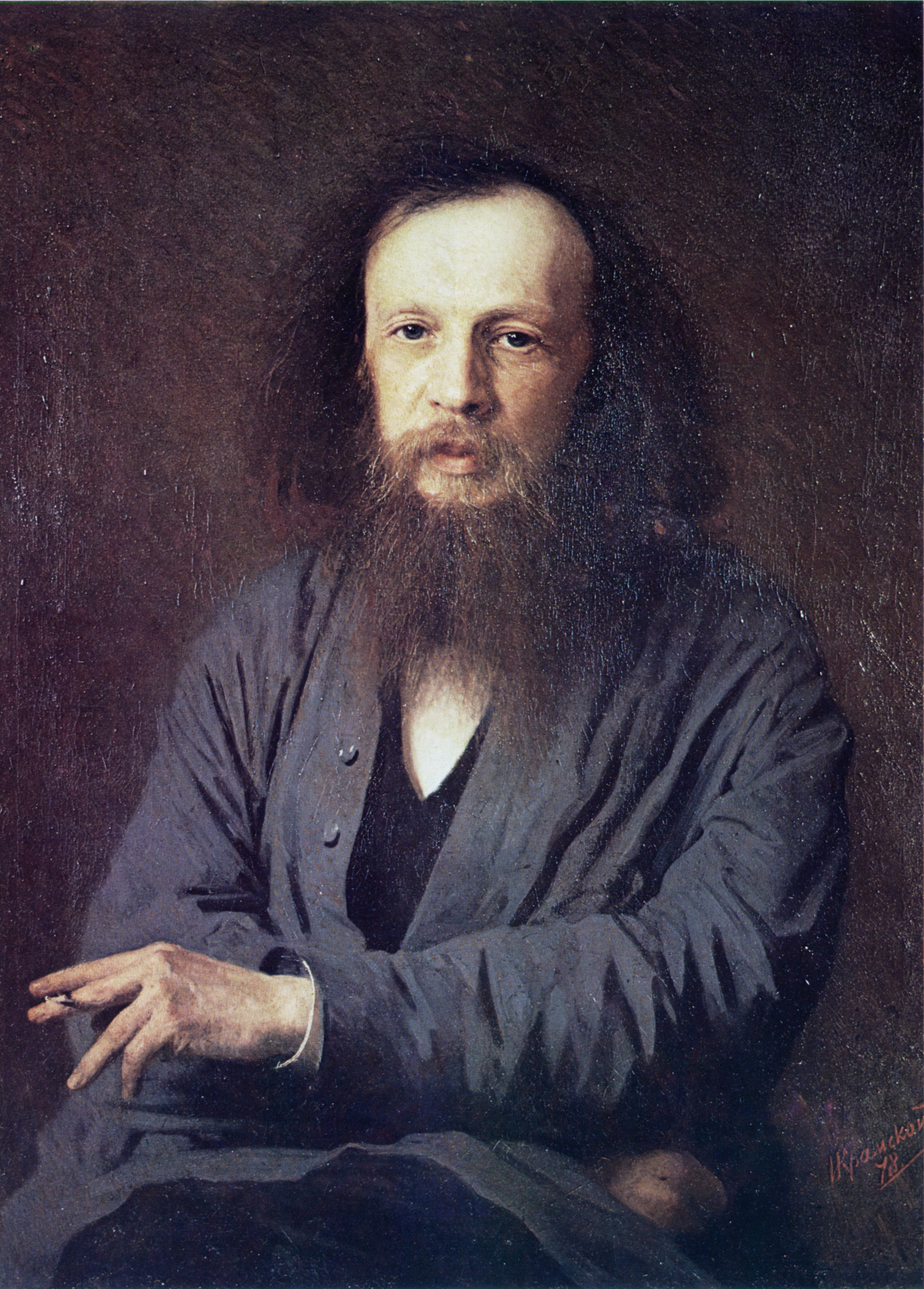
ديميتري مندلييف، كان أول من فكر في النسخة الأولي من الجدول الدوري للعناصر.
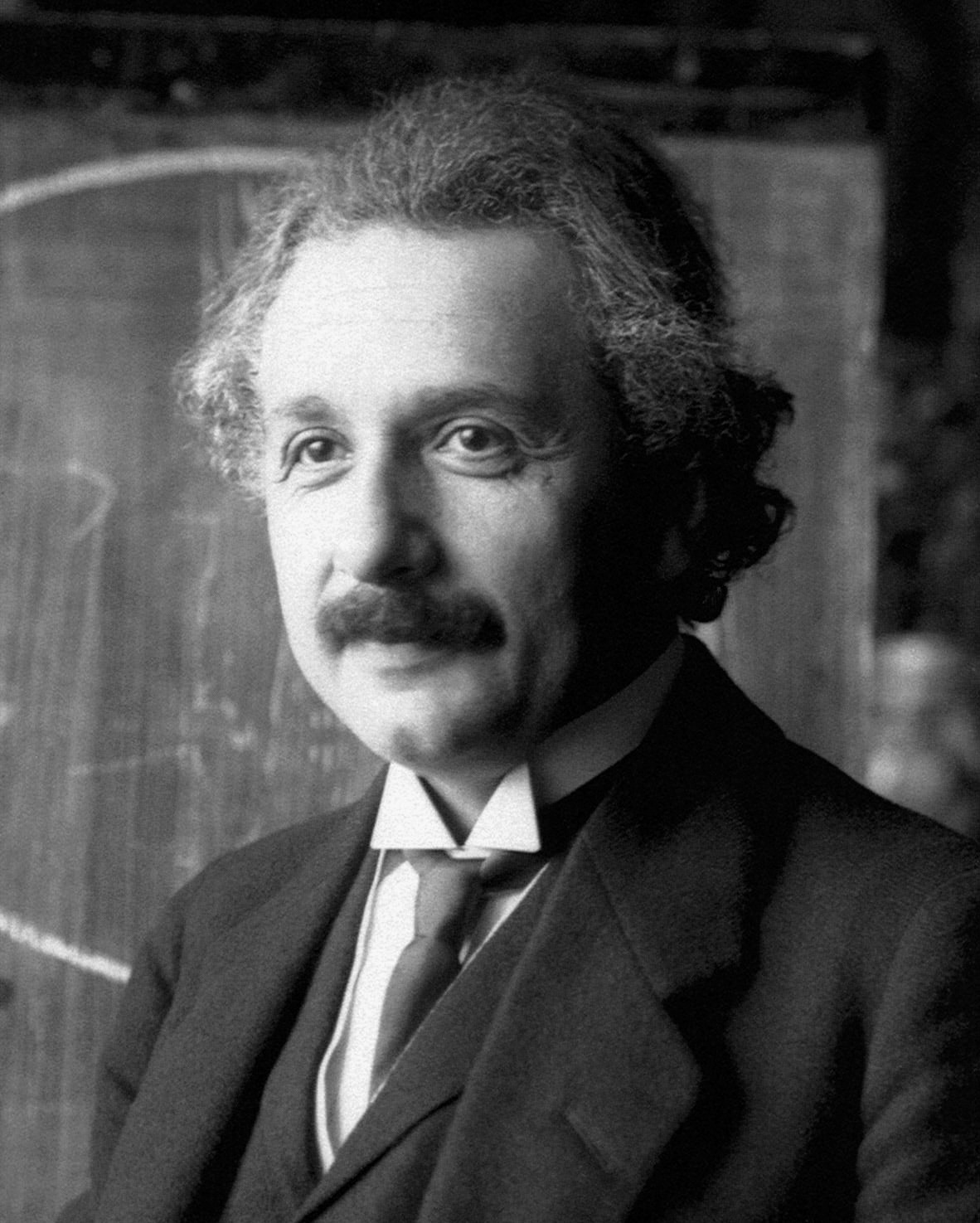
ألبرت أينشتاين، عالم في الفيزياء النظرية. وواضع النظرية النسبية الخاصة والنظرية النسبية العامة.
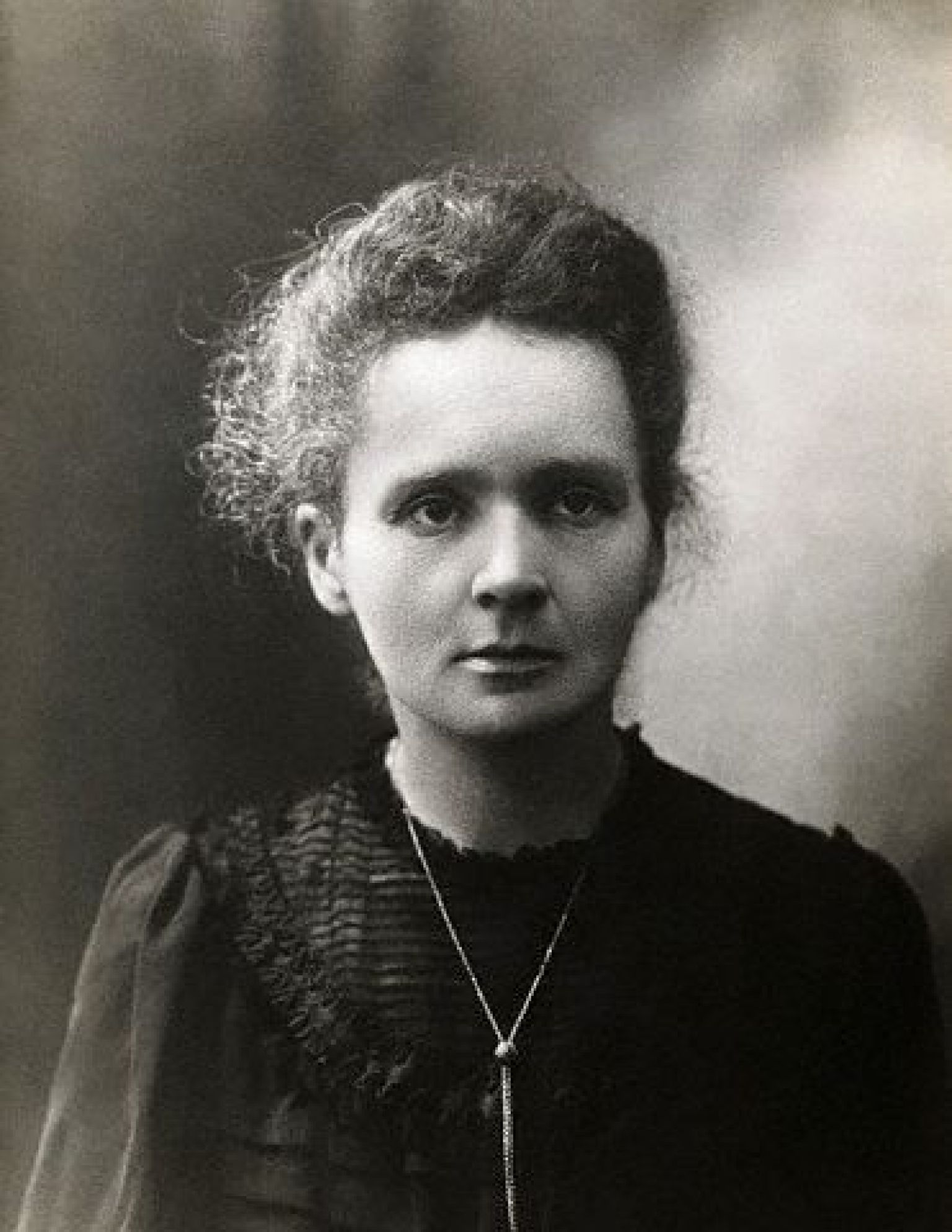
ماري كوري، من رواد فيزياء الإشعاع وأول من حصل على جائزة نوبل مرتين.
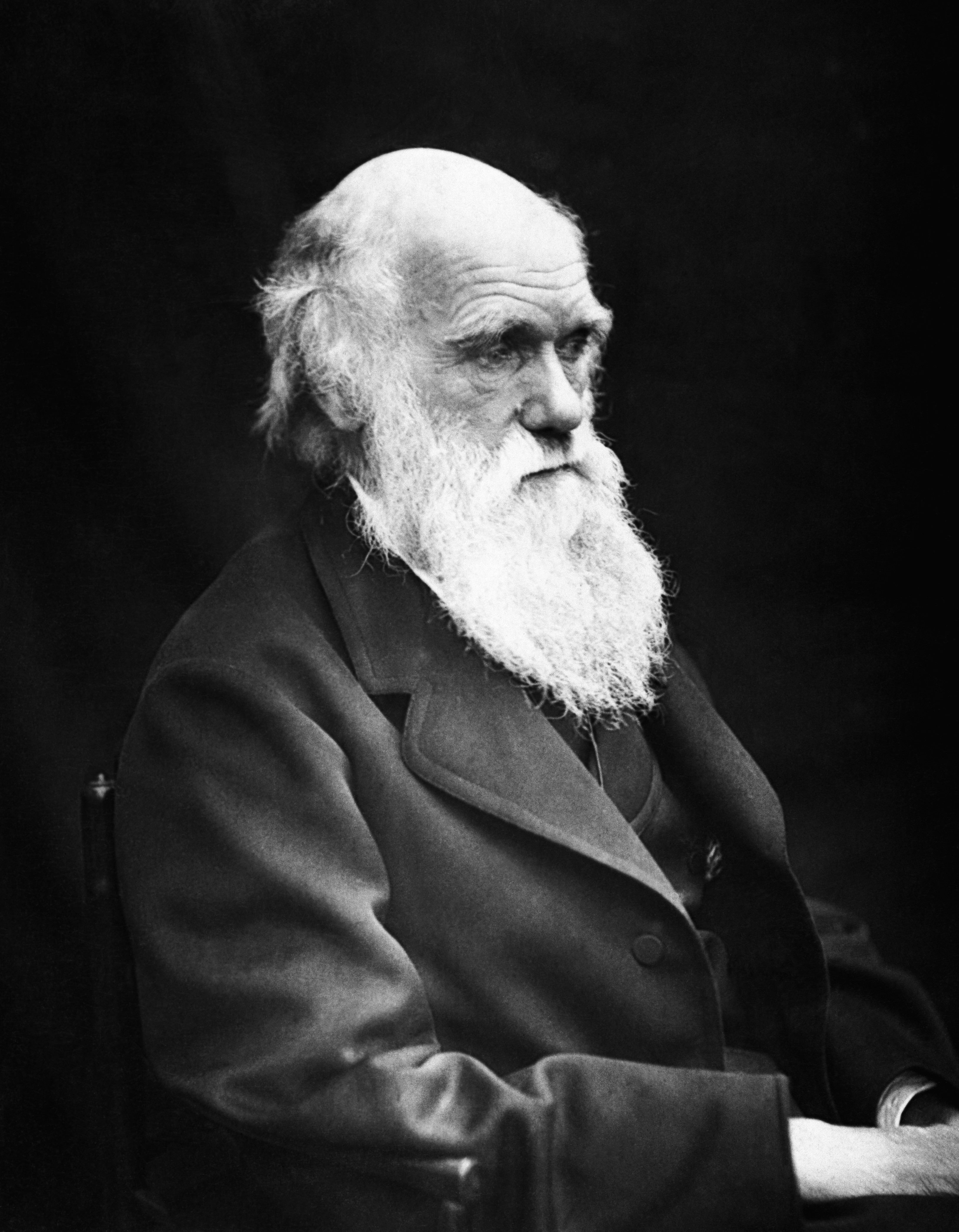
تشارلز داروين، اشتهر بنظرية التطور ومبدأ الانتخاب الطبيعي، حول نشأة الإنسان.
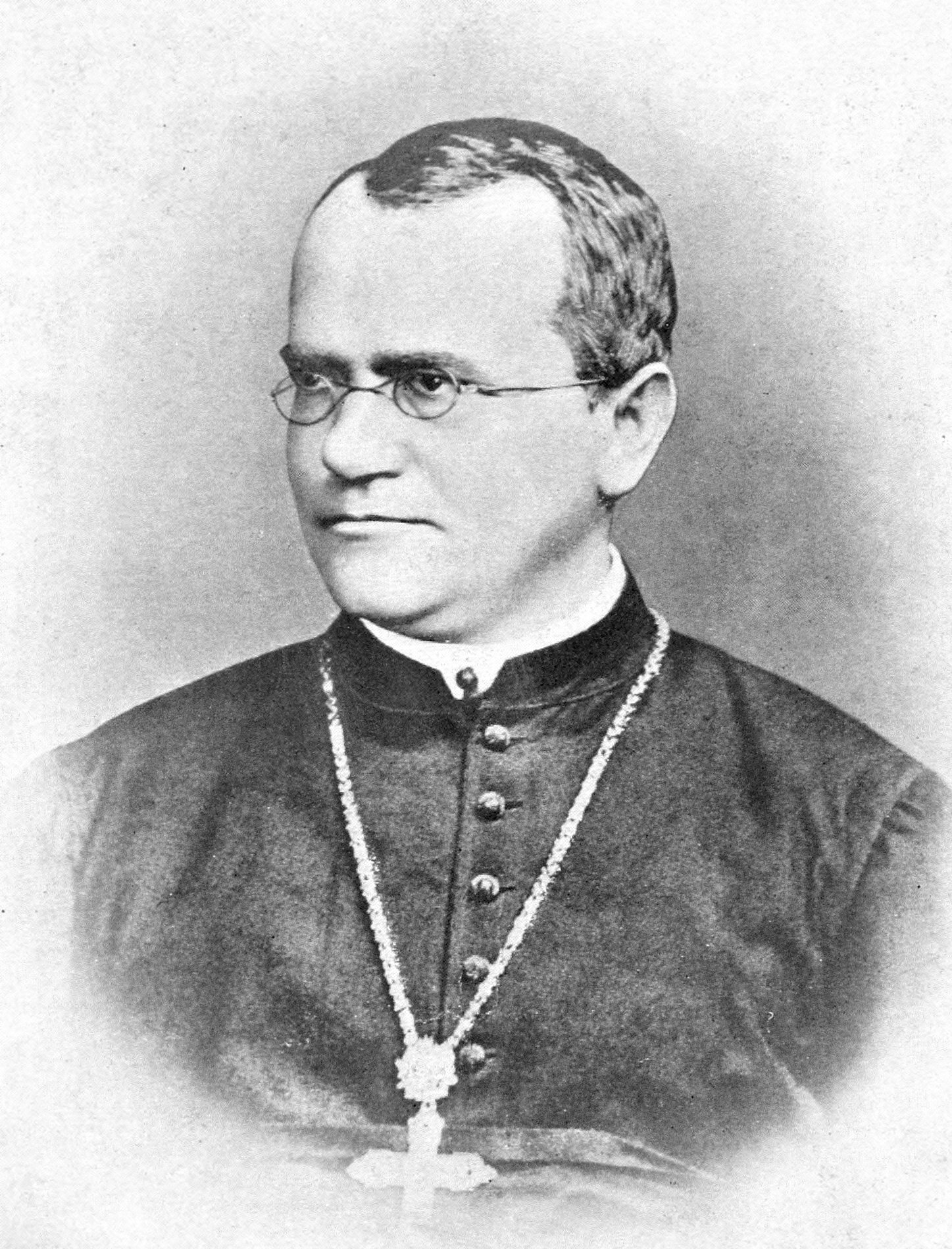
غريغور مندل، أبو علم الوراثة.

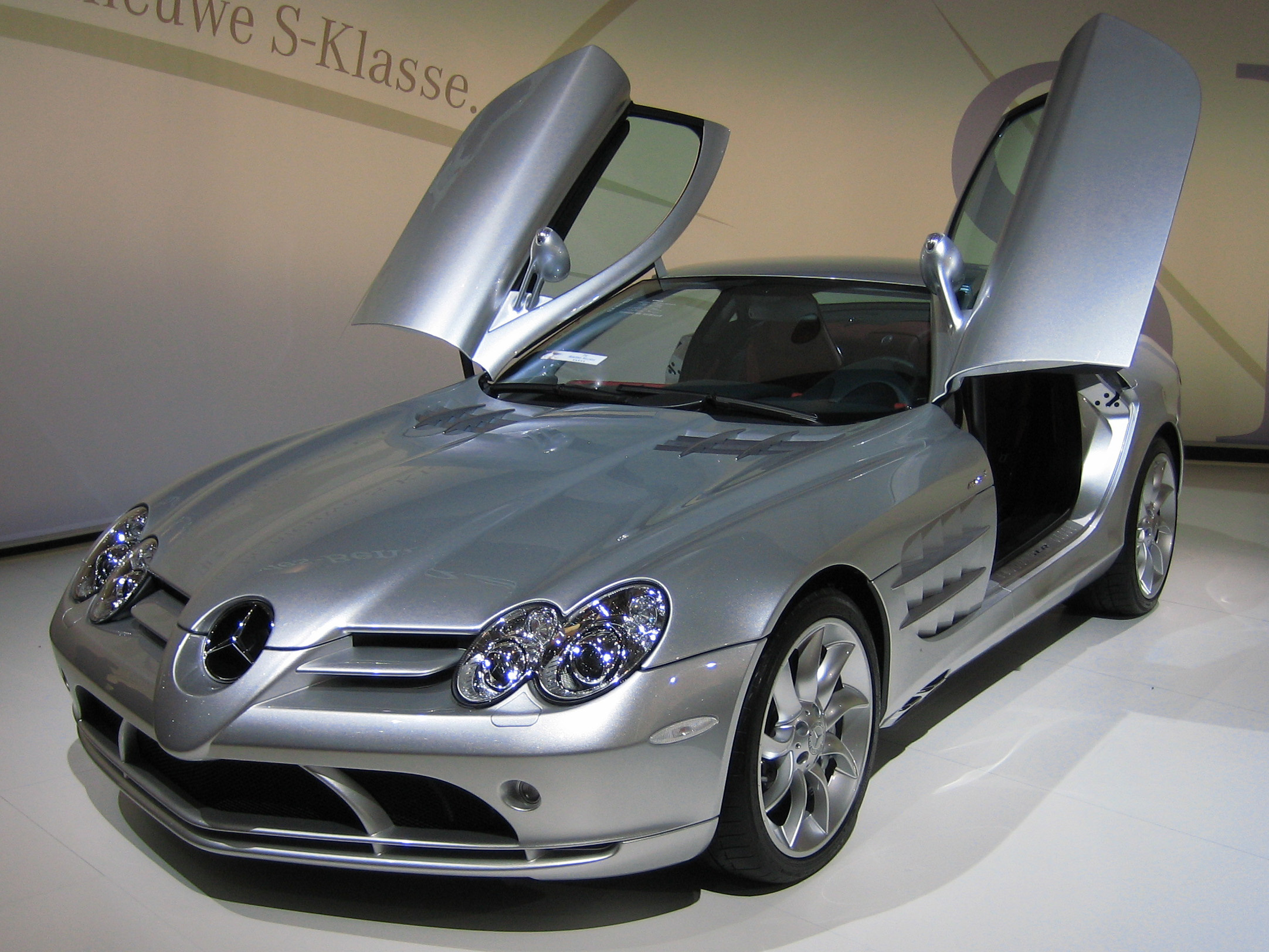
السيارات والقطارات

صورة لألعاب الأولمبياد الصيفية سنة 2004

## خرائط

أبجدية لاتينية وتوزيع في العالم. المناطق الخضراء الداكنة تظهر هذه البلدان حيث الأبجدية اللاتينية هو السيناريو الوحيد الرئيسي. ويظهر الأخضر الفاتح البلدان حيث شارك الأبجدية، مع وجود مخطوطات أخرى
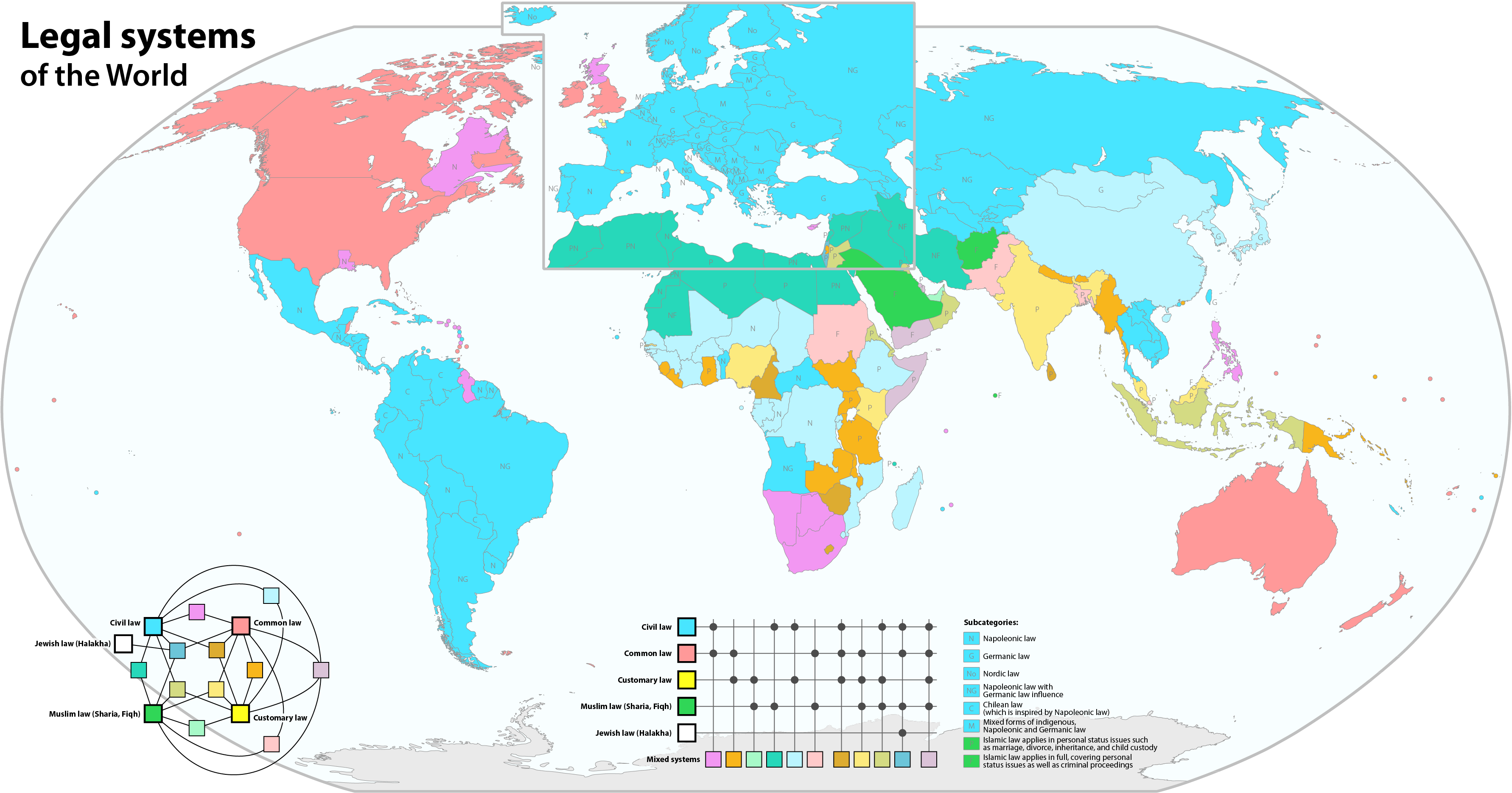
نظم القانون في العالم [الإنجليزية]
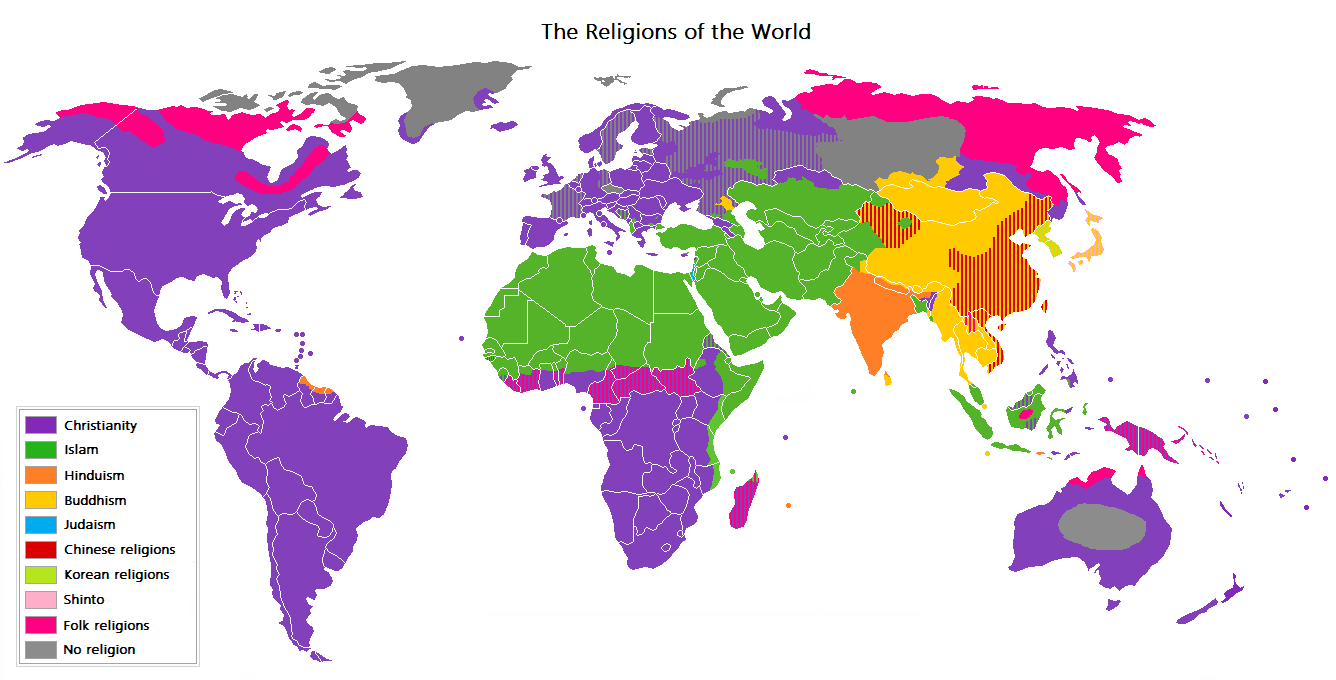
الأديان في العالم ورسمها التوزيعي.
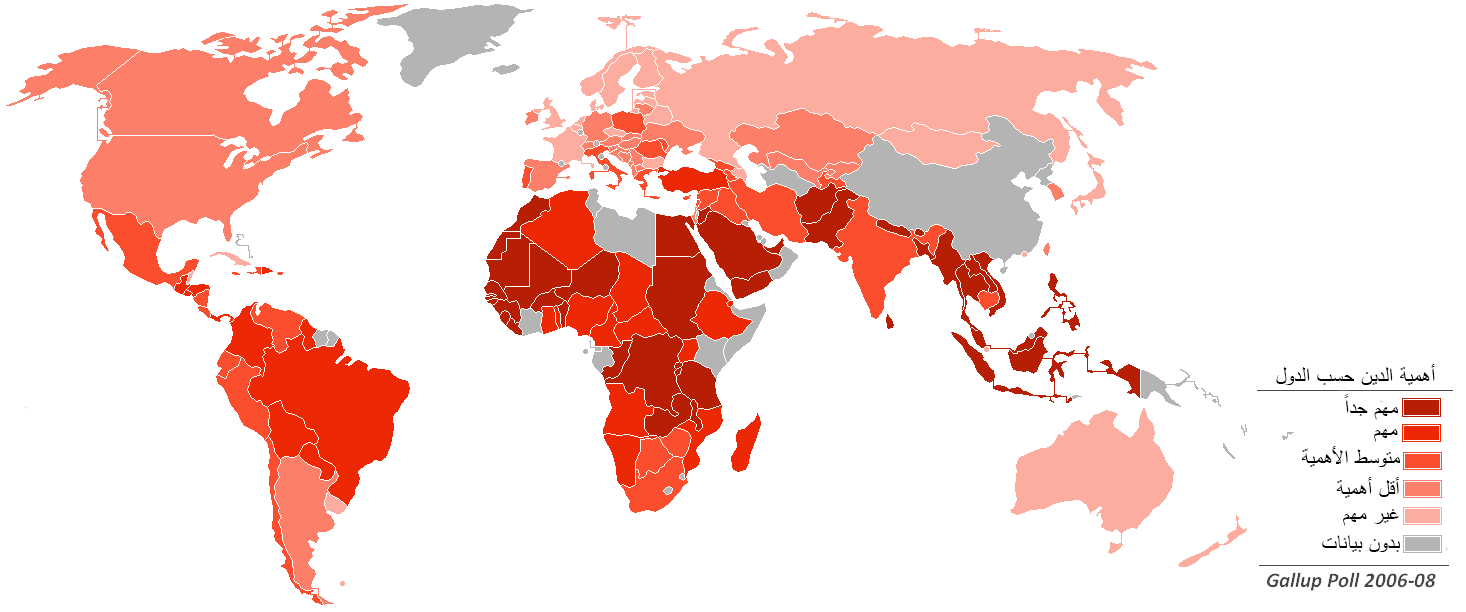
خريطة تبين درجة من التدين النسبية حسب البلد.
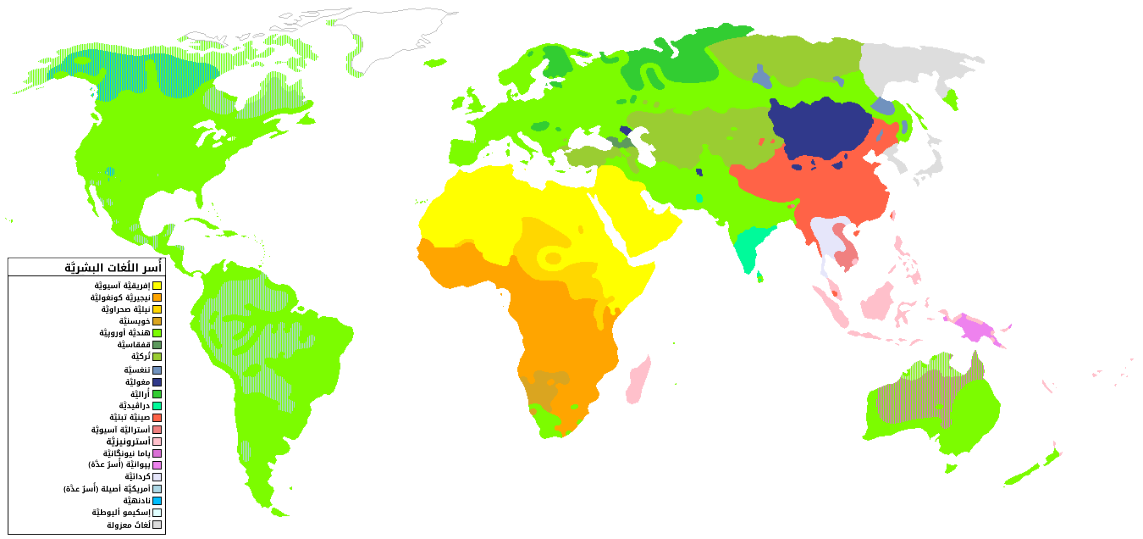
أسر اللغة الإنسانية